# Liste der Auszeichnungen von Justin Bieber
Folgende Liste der Auszeichnungen von Justin Bieber enthält alle Auszeichnungen und Nominierungen des Sängers. Insgesamt erhielt er 301 Auszeichnungen bei über 600 Nominierungen. Die Auszeichnungen sind nach den Preisen sortiert.

## Academy of Country Music Awards
Die Academy of Country Music Awards, auch bekannt unter seiner Abkürzung ACM Awards, werden seit 1966 vergeben. Es handelt sich Awards, die an die Country-Szene vergeben werden. 2020 veröffentlichte Justin Bieber mit dem Pop-Country-Duo Dan + Shay die Single 10,000 Hours.
| Jahr | Ausgezeichnet / Nominiert für | Award                   | Resultat  | Ref.  |
| ---- | ----------------------------- | ----------------------- | --------- | ----- |
| 2020 | 10,000 Hours (mit Dan + Shay) | Song of the Year        | Nominiert | [ 1 ] |
| 2020 | 10,000 Hours (mit Dan + Shay) | Music Event of the Year | Nominiert | [ 1 ] |
| 2020 | 10,000 Hours (mit Dan + Shay) | Video of the Year       | Nominiert | [ 1 ] |

## American Music Awards
Bei den American Music Awards erhielt Justin Bieber 18 Awards und insgesamt 22 Nominierungen.
| Jahr | Ausgezeichnet / Nominiert für                                      | Award                         | Resultat  | Ref.  |
| ---- | ------------------------------------------------------------------ | ----------------------------- | --------- | ----- |
| 2010 | Justin Bieber                                                      | Artist of the Year            | Gewonnen  | [ 3 ] |
| 2010 | Justin Bieber                                                      | New Artist of the Year        | Gewonnen  | [ 3 ] |
| 2010 | Justin Bieber                                                      | Favorite Pop/Rock Male Artist | Gewonnen  | [ 3 ] |
| 2010 | My World 2.0                                                       | Favorite Pop/Rock Album       | Gewonnen  | [ 3 ] |
| 2011 | Justin Bieber                                                      | Favorite Pop/Rock Male Artist | Nominiert | [ 4 ] |
| 2012 | Justin Bieber                                                      | Artist of the Year            | Gewonnen  | [ 5 ] |
| 2012 | Justin Bieber                                                      | Favorite Pop/Rock Male Artist | Gewonnen  | [ 5 ] |
| 2012 | Believe                                                            | Favorite Pop/Rock Album       | Gewonnen  | [ 5 ] |
| 2015 | Where Are Ü Now(mit Jack Ü)                                        | Collaboration of the Year     | Gewonnen  | [ 6 ] |
| 2016 | Justin Bieber                                                      | Artist of the Year            | Nominiert | [ 7 ] |
| 2016 | Justin Bieber                                                      | Favorite Pop/Rock Male Artist | Gewonnen  | [ 7 ] |
| 2016 | Purpose                                                            | Favorite Pop/Rock Album       | Gewonnen  | [ 7 ] |
| 2016 | Love Yourself                                                      | Favorite Pop/Rock Song        | Gewonnen  | [ 7 ] |
| 2016 | Sorry                                                              | Video of the Year             | Gewonnen  | [ 7 ] |
| 2017 | I'm the One (mit DJ Khaled, Quavo, Chance the Rapper, & Lil Wayne) | Favorite Rap/Hip-Hop Song     | Gewonnen  | [ 8 ] |
| 2017 | I'm the One (mit DJ Khaled, Quavo, Chance the Rapper, & Lil Wayne) | Collaboration of the Year     | Nominiert | [ 8 ] |
| 2017 | Despacito(mit Luis Fonsi & Daddy Yankee)                           | Collaboration of the Year     | Gewonnen  | [ 8 ] |
| 2017 | Despacito(mit Luis Fonsi & Daddy Yankee)                           | Favorite Pop/Rock Song        | Gewonnen  | [ 8 ] |
| 2020 | Justin Bieber                                                      | Artist of the Year            | Nominiert | [ 9 ] |
| 2020 | Justin Bieber                                                      | Favorite Pop/Rock Male Artist | Gewonnen  | [ 9 ] |
| 2020 | 10,000 Hours(mit Dan + Shay, Justin Bieber)                        | Collaboration of the Year     | Gewonnen  | [ 9 ] |
| 2020 | 10,000 Hours(mit Dan + Shay, Justin Bieber)                        | Favorite Country Song         | Gewonnen  | [ 9 ] |

## APRA Music Awards
| Jahr | Ausgezeichnet / Nominiert für | Award                          | Resultat  | Ref.   |
| ---- | ----------------------------- | ------------------------------ | --------- | ------ |
| 2017 | Love Yourself                 | International Work of the Year | Nominiert | [ 10 ] |
| 2017 | Sorry                         | International Work of the Year | Nominiert | [ 10 ] |

## ARIA Awards
Bei dem australischen Musikpreis ARIA Awards war Bieber zweimal als „internationaler Künstler“ nominiert.
| Jahr | Ausgezeichnet / Nominiert für | Award                     | Resultat  | Ref.   |
| ---- | ----------------------------- | ------------------------- | --------- | ------ |
| 2016 | Justin Bieber – Purpose       | Best International Artist | Nominiert | [ 11 ] |
| 2020 | Justin Bieber – Changes       | Best International Artist | Nominiert | [ 12 ] |

## ASCAP Awards
Die American Society of Composers, Authors and Publishers (ASCAP) verlieh insgesamt elf Mal einen Preis an Justin Bieber.
| Jahr | Ausgezeichnet / Nominiert für                      | Award                                                                              | Resultat | Ref.   |
| ---- | -------------------------------------------------- | ---------------------------------------------------------------------------------- | -------- | ------ |
| 2012 | Justin Bieber: Never Say Never (mit Deborah Lurie) | Top Box Office Films                                                               | Gewonnen | [ 13 ] |
| 2013 | As Long as You Love Me (feat. Big Sean)            | Most Performed Song                                                                | Gewonnen | [ 14 ] |
| 2014 | Beauty and a Beat (feat. Nicki Minaj)              | Most Performed Song                                                                | Gewonnen | [ 15 ] |
| 2017 | Love Yourself                                      | Song of the Year                                                                   | Gewonnen | [ 16 ] |
| 2017 | Sorry                                              | Winning Song                                                                       | Gewonnen | [ 16 ] |
| 2017 | Cold Water (featuring Major Lazer & MØ)            | Winning Song                                                                       | Gewonnen | [ 16 ] |
| 2017 | Let Me Love You (featuring DJ Snake)               | Winning Song                                                                       | Gewonnen | [ 16 ] |
| 2020 | I Don't Care (mit Ed Sheeran)                      | Winning Song                                                                       | Gewonnen | [ 17 ] |
| 2020 | 10,000 Hours (mit Dan + Shay)                      | Winning Songwriters & Publishers of the Most Performed ASCAP Country Songs of 2019 | Gewonnen | [ 18 ] |
| 2021 | Intentions (featuring Quavo)                       | Winning Songwriters & Publishers                                                   | Gewonnen | [ 19 ] |
| 2021 | 10,000 Hours (mit Dan + Shay)                      | Winning Songwriters & Publishers                                                   | Gewonnen | [ 19 ] |

## Bambi Awards
Bei dem von Hubert Burda Media vergebenen Bambi gewann Justin Bieber einmal.
| Jahr | Ausgezeichnet / Nominiert für | Award         | Resultat | Ref.   |
| ---- | ----------------------------- | ------------- | -------- | ------ |
| 2011 | Justin Bieber                 | Entertainment | Gewonnen | [ 20 ] |

## BBC Radio 1 Teen’s Awards
Bei den BBC Radio 1 Teen’s Awards war Bieber einmal nominiert.
| Jahr | Ausgezeichnet / Nominiert für | Award                     | Resultat  | Ref.   |
| ---- | ----------------------------- | ------------------------- | --------- | ------ |
| 2017 | Justin Bieber                 | Best International Artist | Nominiert | [ 21 ] |

## BET Awards
Bei den BET Awards war Bieber 2010 zweimal nominiert.
| Jahr | Ausgezeichnet / Nominiert für | Award             | Resultat  | Ref.   |
| ---- | ----------------------------- | ----------------- | --------- | ------ |
| 2010 | Justin Bieber                 | Best New Artist   | Nominiert | [ 22 ] |
| 2010 | Justin Bieber                 | Fandemonium Award | Nominiert | [ 22 ] |

## BillboardAwards
Das Chartsmagazin Billboard vergibt mehrere Preise.

### BillboardJapan Music Awards
| Jahr | Ausgezeichnet / Nominiert für | Award                       | Resultat | Ref.   |
| ---- | ----------------------------- | --------------------------- | -------- | ------ |
| 2010 | Baby (feat. Ludacris)         | Hot 100 Airplay of the Year | Gewonnen | [ 23 ] |

### BillboardLatin Music Awards
| Jahr | Ausgezeichnet / Nominiert für             | Award                                    | Resultat  | Ref.   |
| ---- | ----------------------------------------- | ---------------------------------------- | --------- | ------ |
| 2018 | Justin Bieber                             | Crossover Artist of the Year             | Gewonnen  | [ 24 ] |
| 2018 | Justin Bieber                             | Songwriter of the Year                   | Nominiert | [ 24 ] |
| 2018 | Despacito (mit Luis Fonsi & Daddy Yankee) | Hot Latin Song of the Year               | Gewonnen  | [ 24 ] |
| 2018 | Despacito (mit Luis Fonsi & Daddy Yankee) | Hot Latin Song of the Year — Vocal Event | Gewonnen  | [ 24 ] |
| 2018 | Despacito (mit Luis Fonsi & Daddy Yankee) | Airplay Song of the Year                 | Gewonnen  | [ 24 ] |
| 2018 | Despacito (mit Luis Fonsi & Daddy Yankee) | Digital Song of the Year                 | Gewonnen  | [ 24 ] |
| 2018 | Despacito (mit Luis Fonsi & Daddy Yankee) | Streaming Song of the Year               | Gewonnen  | [ 24 ] |
| 2018 | Despacito (mit Luis Fonsi & Daddy Yankee) | Latin Pop Song of the Year               | Gewonnen  | [ 24 ] |
| 2020 | Despacito (mit Luis Fonsi & Daddy Yankee) | Latin Song of the Decade                 | Gewonnen  | [ 25 ] |

### BillboardLive Music Awards
| Jahr | Ausgezeichnet / Nominiert für     | Award                               | Resultat  | Ref.   |
| ---- | --------------------------------- | ----------------------------------- | --------- | ------ |
| 2013 | Justin Bieber                     | Eventful Fan's Choice Award         | Nominiert | [ 26 ] |
| 2016 | Purpose World Tour                | Top Package                         | Gewonnen  | [ 27 ] |
| 2016 | Purpose World Tour / Calvin Klein | Concert Marketing & Promotion Award | Nominiert | [ 27 ] |

### BillboardMusic Awards
Bei den Billboard Music Awards gewann Justin Bieber 20 Awards bei 60 Nominierungen.
| Jahr | Ausgezeichnet / Nominiert für                                      | Award                      | Resultat  | Ref.   |
| ---- | ------------------------------------------------------------------ | -------------------------- | --------- | ------ |
| 2011 | Justin Bieber                                                      | Top Artist                 | Nominiert | [ 28 ] |
| 2011 | Justin Bieber                                                      | Top New Artist             | Gewonnen  | [ 28 ] |
| 2011 | Justin Bieber                                                      | Top Male Artist            | Nominiert | [ 28 ] |
| 2011 | Justin Bieber                                                      | Top Billboard 200 Artist   | Nominiert | [ 28 ] |
| 2011 | Justin Bieber                                                      | Top Streaming Artist       | Gewonnen  | [ 28 ] |
| 2011 | Justin Bieber                                                      | Top Social Artist          | Gewonnen  | [ 28 ] |
| 2011 | Justin Bieber                                                      | Top Digital Media Artist   | Gewonnen  | [ 28 ] |
| 2011 | Justin Bieber                                                      | Top Pop Artist             | Nominiert | [ 28 ] |
| 2011 | Justin Bieber                                                      | Billboard.com Fan Favorite | Gewonnen  | [ 28 ] |
| 2011 | My World 2.0                                                       | Top Billboard 200 Album    | Nominiert | [ 28 ] |
| 2011 | My World 2.0                                                       | Top Pop Album              | Gewonnen  | [ 28 ] |
| 2011 | Baby (feat. Ludacris)                                              | Top Streaming Song (Video) | Nominiert | [ 28 ] |
| 2012 | Justin Bieber                                                      | Top Male Artist            | Nominiert | [ 29 ] |
| 2012 | Justin Bieber                                                      | Top Billboard 200 Artist   | Nominiert | [ 29 ] |
| 2012 | Justin Bieber                                                      | Top Social Artist          | Gewonnen  | [ 29 ] |
| 2012 | Justin Bieber                                                      | Top Digital Media Artist   | Nominiert | [ 29 ] |
| 2012 | Under the Mistletoe                                                | Top Pop Album              | Nominiert | [ 29 ] |
| 2013 | Justin Bieber                                                      | Top Artist                 | Nominiert | [ 30 ] |
| 2013 | Justin Bieber                                                      | Top Male Artist            | Gewonnen  | [ 30 ] |
| 2013 | Justin Bieber                                                      | Top Billboard 200 Artist   | Nominiert | [ 30 ] |
| 2013 | Justin Bieber                                                      | Top Social Artist          | Gewonnen  | [ 30 ] |
| 2013 | Justin Bieber                                                      | Top Pop Artist             | Nominiert | [ 30 ] |
| 2013 | Justin Bieber                                                      | Milestone Award            | Gewonnen  | [ 30 ] |
| 2013 | Believe                                                            | Top Pop Album              | Nominiert | [ 30 ] |
| 2014 | Justin Bieber                                                      | Top Social Artist          | Gewonnen  | [ 31 ] |
| 2015 | Justin Bieber                                                      | Top Social Artist          | Gewonnen  | [ 32 ] |
| 2016 | Justin Bieber                                                      | Top Artist                 | Nominiert | [ 33 ] |
| 2016 | Justin Bieber                                                      | Top Male Artist            | Gewonnen  | [ 33 ] |
| 2016 | Justin Bieber                                                      | Top Billboard 200 Artist   | Nominiert | [ 33 ] |
| 2016 | Justin Bieber                                                      | Top Hot 100 Artist         | Nominiert | [ 33 ] |
| 2016 | Justin Bieber                                                      | Top Song Sales Artist      | Nominiert | [ 33 ] |
| 2016 | Justin Bieber                                                      | Top Radio Songs Artist     | Nominiert | [ 33 ] |
| 2016 | Justin Bieber                                                      | Top Streaming Artist       | Nominiert | [ 33 ] |
| 2016 | Justin Bieber                                                      | Top Social Artist          | Gewonnen  | [ 33 ] |
| 2016 | Purpose                                                            | Top Billboard 200 Album    | Nominiert | [ 33 ] |
| 2016 | Sorry                                                              | Top Streaming Song (Audio) | Nominiert | [ 33 ] |
| 2016 | What Do You Mean?                                                  | Top Streaming Song (Audio) | Nominiert | [ 33 ] |
| 2016 | Where Are Ü Now (mit Jack Ü)                                       | Top Dance/Electronic Song  | Nominiert | [ 33 ] |
| 2017 | Justin Bieber                                                      | Top Artist                 | Nominiert | [ 34 ] |
| 2017 | Justin Bieber                                                      | Top Male Artist            | Nominiert | [ 34 ] |
| 2017 | Justin Bieber                                                      | Top Radio Songs Artist     | Nominiert | [ 34 ] |
| 2017 | Justin Bieber                                                      | Top Social Artist          | Nominiert | [ 34 ] |
| 2017 | Justin Bieber                                                      | Top Touring Artist         | Nominiert | [ 34 ] |
| 2017 | Cold Water (featuring Major Lazer & MØ)                            | Top Dance/Electronic Song  | Nominiert | [ 34 ] |
| 2017 | Let Me Love You (featuring DJ Snake)                               | Top Dance/Electronic Song  | Nominiert | [ 34 ] |
| 2018 | Justin Bieber                                                      | Top Social Artist          | Nominiert | [ 35 ] |
| 2018 | Despacito (mit Luis Fonsi & Daddy Yankee)                          | Top Hot 100 Song           | Gewonnen  | [ 35 ] |
| 2018 | Despacito (mit Luis Fonsi & Daddy Yankee)                          | Top Streaming Song (Audio) | Nominiert | [ 35 ] |
| 2018 | Despacito (mit Luis Fonsi & Daddy Yankee)                          | Top Streaming Song (Video) | Gewonnen  | [ 35 ] |
| 2018 | Despacito (mit Luis Fonsi & Daddy Yankee)                          | Top Selling Song           | Gewonnen  | [ 35 ] |
| 2018 | Despacito (mit Luis Fonsi & Daddy Yankee)                          | Top Collaboration          | Gewonnen  | [ 35 ] |
| 2018 | Despacito (mit Luis Fonsi & Daddy Yankee)                          | Top Latin Song             | Gewonnen  | [ 35 ] |
| 2018 | I'm the One (mit DJ Khaled, Quavo, Chance the Rapper, & Lil Wayne) | Top Rap Song               | Nominiert | [ 35 ] |
| 2019 | No Brainer (mit DJ Khaled, Quavo and Chance the Rapper)            | Top R&B Song               | Nominiert | [ 36 ] |
| 2020 | 10,000 Hours (mit Dan + Shay)                                      | Top Country Song           | Gewonnen  | [ 37 ] |
| 2021 | Justin Bieber                                                      | Top Song Sales Artist      | Nominiert | [ 38 ] |
| 2021 | Justin Bieber                                                      | Top Radio Songs Artist     | Nominiert | [ 38 ] |
| 2021 | Justin Bieber                                                      | Top R&B Artist             | Nominiert | [ 38 ] |
| 2021 | Justin Bieber                                                      | Top R&B Male Artist        | Nominiert | [ 38 ] |
| 2021 | Intentions (featuring Quavo)                                       | Top R&B Song               | Nominiert | [ 38 ] |

### Billboard.com Mid-Year Music Awards
| Jahr | Ausgezeichnet / Nominiert für            | Award                              | Resultat  | Ref.   |
| ---- | ---------------------------------------- | ---------------------------------- | --------- | ------ |
| 2012 | Justin Bieber                            | Most Overrated Artist              | Gewonnen  | [ 39 ] |
| 2013 | Justin Bieber                            | Most Overrated Artist              | Gewonnen  | [ 39 ] |
| 2013 | Justin Bieber's Chaotic European Tour    | Most Disappointing                 | Nominiert | [ 40 ] |
| 2013 | Believe Acoustic                         | Favorite Billboard 200 No. 1 Album | Nominiert | [ 40 ] |
| 2013 | Justin Bieber vs. Black Keys' Pat Carney | Most Memorable Feud                | Nominiert | [ 40 ] |

## Black Reel Awards
| Jahr | Ausgezeichnet / Nominiert für       | Award                     | Resultat  | Ref.   |
| ---- | ----------------------------------- | ------------------------- | --------- | ------ |
| 2011 | Never Say Never (feat. Jaden Smith) | Outstanding Original Song | Nominiert | [ 41 ] |

## Bravo Otto
Insgesamt gewann Justin Bieber fünf Bravo Ottos bei sechs Nominierungen.
| Jahr | Ausgezeichnet / Nominiert für | Award                      | Resultat  | Ref.   |
| ---- | ----------------------------- | -------------------------- | --------- | ------ |
| 2010 | Justin Bieber                 | Super-Sänger               | Gold      | [ 42 ] |
| 2011 | Justin Bieber                 | Super-Sänger               | Gold      | [ 43 ] |
| 2011 | Justin Bieber                 | Internet Star              | Silber    | [ 43 ] |
| 2012 | Justin Bieber                 | Super-Sänger               | Bronze    | [ 44 ] |
| 2013 | Justin Bieber                 | Super-Sänger               | Bronze    | [ 45 ] |
| 2014 | Justin Bieber                 | Male Performer of The Year | Nominiert | [ 46 ] |

## BreakTudo Awards
| Jahr | Ausgezeichnet / Nominiert für | Award                       | Resultat  | Ref.   |
| ---- | ----------------------------- | --------------------------- | --------- | ------ |
| 2017 | Justin Bieber                 | International Male Artist   | Nominiert |        |
| 2017 | Beliebers                     | Best Fandom                 | Nominiert |        |
| 2018 | Beliebers                     | Best Fandom                 | Nominiert |        |
| 2019 | I Don't Care (mit Ed Sheeran) | International Hit           | Nominiert |        |
| 2020 | Yummy                         | International Hit           | Nominiert |        |
| 2020 | Justin Bieber                 | International Male Artist   | Nominiert |        |
| 2021 | Justin Bieber                 | International Male Artist   | Nominiert | [ 47 ] |
| 2021 | Stay (mit The Kid Laroi)      | International Collaboration | Nominiert | [ 47 ] |

## Brit Awards
Bei den Brit Awards der British Phonographic Industry gewann Justin Bieber zweimal.
| Jahr | Ausgezeichnet / Nominiert für | Award                          | Resultat  | Ref.   |
| ---- | ----------------------------- | ------------------------------ | --------- | ------ |
| 2011 | Justin Bieber                 | International Breakthrough Act | Gewonnen  | [ 48 ] |
| 2016 | Justin Bieber                 | International Male Solo Artist | Gewonnen  | [ 49 ] |
| 2020 | I Don't Care(mit Ed Sheeran)  | Song of the Year               | Nominiert | [ 50 ] |

## Canadian Fragrance Awards
| Jahr | Ausgezeichnet / Nominiert für | Award                                  | Resultat  | Ref.   |
| ---- | ----------------------------- | -------------------------------------- | --------- | ------ |
| 2012 | Someday                       | Consumers’ Choice – Women              | Gewonnen  | [ 51 ] |
| 2012 | Someday                       | Best Full Market Launch – Women’s Mass | Nominiert | [ 51 ] |

## Canadian Radio Music Awards
| Jahr | Ausgezeichnet / Nominiert für | Award                  | Resultat  | Ref    |
| ---- | ----------------------------- | ---------------------- | --------- | ------ |
| 2011 | Justin Bieber                 | Fans' Choice           | Nominiert | [ 52 ] |
| 2011 | Baby (feat. Ludacris)         | CHR                    | Nominiert | [ 52 ] |
| 2013 | Justin Bieber                 | Fans Choice            | Nominiert | [ 53 ] |
| 2016 | Justin Bieber                 | Fans Choice            | Nominiert | [ 54 ] |
| 2017 | Justin Bieber                 | Fans Choice            | Nominiert | [ 55 ] |
| 2017 | Love Yourself                 | SOCAN Song of the Year | Gewonnen  | [ 55 ] |
| 2017 | Sorry                         | SOCAN Song of the Year | Nominiert | [ 55 ] |

## Capricho Awards
| Jahr | Ausgezeichnet / Nominiert für             | Award                        | Resultat  | Ref.   |
| ---- | ----------------------------------------- | ---------------------------- | --------- | ------ |
| 2010 | Justin Bieber                             | International Singer         | Gewonnen  | [ 56 ] |
| 2010 | Justin Bieber                             | Colirio International        | Gewonnen  | [ 56 ] |
| 2010 | @justinbieber                             | Twitter do ano               | Gewonnen  | [ 56 ] |
| 2010 | Baby (feat. Ludacris)                     | Musica Internacional         | Gewonnen  | [ 56 ] |
| 2010 | Baby (feat. Ludacris)                     | Melhor Clipe                 | Nominiert |        |
| 2011 | Justin Bieber                             | International Singer         | Nominiert |        |
| 2011 | Justin Bieber                             | Melhor Show                  | Nominiert |        |
| 2011 | Justin Bieber                             | Colirio Internacional        | Nominiert |        |
| 2011 | @justinbieber                             | Twitter do ano               | Nominiert |        |
| 2011 | Justin Bieber & Selena Gomez Are Dating   | 2011 Facts                   | Nominiert |        |
| 2011 | Justin Bieber & Selena Gomez              | Melhor Casal Real            | Nominiert |        |
| 2011 | Justin Bieber & Selena Gomez              | Melhor Capa da Capricho      | Nominiert |        |
| 2011 | Justin Bieber:Never Say Never             | Filme do ano                 | Nominiert |        |
| 2011 | Next 2 You (mit Chris Brown)              | Melhor Clipe                 | Nominiert |        |
| 2012 | Boyfriend                                 | International Hit            | Nominiert | [ 57 ] |
| 2012 | Justin Bieber & Selena Gomez              | Melhor Casal Real            | Nominiert | [ 57 ] |
| 2012 | Justin Bieber                             | International Singer         | Gewonnen  | [ 57 ] |
| 2012 | Justin Bieber                             | Melhor Instagram             | Gewonnen  | [ 57 ] |
| 2013 | Justin Bieber                             | International Singer         | Gewonnen  | [ 58 ] |
| 2013 | Justin Bieber                             | Instagram                    | Gewonnen  | [ 58 ] |
| 2013 | Justin Bieber & Selena Gomez              | Best Break Up                | Gewonnen  | [ 58 ] |
| 2013 | Beliebers                                 | Best Fan Club                | Nominiert | [ 58 ] |
| 2014 | Justin Bieber                             | International Singer         | Gewonnen  | [ 59 ] |
| 2014 | Justin Bieber                             | Tanquinho de Ouro            | Gewonnen  | [ 59 ] |
| 2014 | Justin Bieber                             | Best Cover of CH             | Nominiert | [ 59 ] |
| 2014 | @justinbieber                             | Selfie King at Instagram     | Gewonnen  | [ 59 ] |
| 2014 | Beliebers                                 | Fan Club of the Year         | Nominiert | [ 59 ] |
| 2014 | A prisão de Bieber                        | Bapho Of The Year            | Nominiert | [ 59 ] |
| 2015 | Justin Bieber                             | International Male Singer    | Gewonnen  | [ 60 ] |
| 2015 | What Do You Mean?                         | International Clip           | Gewonnen  | [ 60 ] |
| 2015 | Nudes do Justin Bieber                    | Bafo do Ano                  | Nominiert | [ 60 ] |
| 2015 | Justin Bieber                             | Colírio do Ano               | Gewonnen  | [ 60 ] |
| 2015 | Justin Bieber                             | Tanquinho de Ouro            | Nominiert | [ 60 ] |
| 2016 | Justin Bieber                             | International Male Singer    | Gewonnen  | [ 61 ] |
| 2016 | Justin Bieber                             | Colírio – International      | Gewonnen  | [ 61 ] |
| 2017 | Justin Bieber                             | International Crush          | Nominiert | [ 62 ] |
| 2017 | Despacito (mit Luis Fonsi & Daddy Yankee) | International Hit            | Nominiert | [ 62 ] |
| 2017 | Justin Bieber                             | International Crush          | Nominiert | [ 62 ] |
| 2017 | Justin Bieber                             | International Artist (Music) | Nominiert | [ 62 ] |
| 2017 | Justin Bieber & Selena Gomez              | Best Royal Couple            | Nominiert | [ 62 ] |

## Channel [V] Thailand Music Video Awards
| TJahr | Auszeichnung / Nominierung für | Award                             | Resultat | Ref,   |
| ----- | ------------------------------ | --------------------------------- | -------- | ------ |
| 2011  | Baby                           | Popular International Music Video | Gewonnen | [ 63 ] |
| 2011  | Justin Bieber                  | Popular International New Artist  | Gewonnen | [ 63 ] |
| 2011  | Justin Bieber                  | Popular International Male Artist | Gewonnen | [ 63 ] |

## Clio Awards
Justin Bieber gewann insgesamt vier Clio Music Awards.
| Jahr | Ausgezeichnet / Nominiert für                       | Award                                               | Resultat | Ref    |
| ---- | --------------------------------------------------- | --------------------------------------------------- | -------- | ------ |
| 2016 | Where Are Ü Now (mit Jack Ü)                        | Silver Award for Best Music Videos                  | Gewonnen | [ 64 ] |
| 2020 | New Year’s Eve Live With Justin Bieber for T-Mobile | Silver Award for Best Experience/Activation         | Gewonnen | [ 65 ] |
| 2020 | New Year’s Eve Live With Justin Bieber for T-Mobile | Silver Award for Best Partnerships & Collaborations | Gewonnen | [ 65 ] |
| 2020 | New Year’s Eve Live With Justin Bieber for T-Mobile | Shortlist for Branded Entertainment & Content       | Gewonnen | [ 65 ] |

## CMT Music Awards
Die CMT Music Awards richten sich an County-Musikvideos. Bieber gewann den Award Collaborative Video of the Year 2011
| Jahr | Ausgezeichnet / Nominiert für         | Award                           | Resultat | Ref    |
| ---- | ------------------------------------- | ------------------------------- | -------- | ------ |
| 2011 | That Should Be Me (mit Rascal Flatts) | Collaborative Video of the Year | Gewonnen | [ 66 ] |

## Country Music Association Awards
Beim Country Music Association Awards war Justin Bieber dreimal für seine Kollaboration mit Dan + Shay nominiert
| Jahr | Award                     | Nominiert                    | Resultat  |
| ---- | ------------------------- | ---------------------------- | --------- |
| 2020 | Music Video of the Year   | 10,000 Hours(mit Dan + Shay) | Nominiert |
| 2020 | Single of the Year        | 10,000 Hours(mit Dan + Shay) | Nominiert |
| 2020 | Musical Event of the Year | 10,000 Hours(mit Dan + Shay) | Nominiert |

## Danish Music Awards
The Danish Music Awards (DMA) is a Danish award show. Bieber has received 2 awards out of 5 nominations.
| Jahr | Ausgezeichnet / Nominiert für  | Award                          | Resultat  | Ref    |
| ---- | ------------------------------ | ------------------------------ | --------- | ------ |
| 2016 | Purpose                        | Årets Internationale Udgivelse | Gewonnen  | [ 67 ] |
| 2016 | Love Yourself                  | Årets Internationale Hit       | Gewonnen  | [ 67 ] |
| 2016 | Sorry                          | Årets Internationale Hit       | Nominiert | [ 67 ] |
| 2016 | What Do You Mean?              | Årets Internationale Hit       | Nominiert | [ 67 ] |
| 2017 | Let Me Love You (mit DJ Snake) | Årets Internationale Hit       | Nominiert | [ 68 ] |

## Dorian Awards
Die Dorian Awards werden von der Gay and Lesbian Entertainment Critics Association (GALECA) vergeben.
| Jahr | Ausgezeichnet / Nominiert für  | Award                                       | Resultat  | Ref    |
| ---- | ------------------------------ | ------------------------------------------- | --------- | ------ |
| 2012 | Justin Bieber: Never Say Never | Campy (Intentional or Not) Film of the Year | Nominiert | [ 69 ] |

## Do Something Awards
| Jahr | Ausgezeichnet / Nominiert für | Award                     | Resultat  | Ref    |
| ---- | ----------------------------- | ------------------------- | --------- | ------ |
| 2011 | Justin Bieber                 | Do Something Music Artist | Gewonnen  | [ 70 ] |
| 2012 | Justin Bieber                 | Do Something Twitter      | Nominiert | [ 71 ] |
| 2012 | Justin Bieber & Selena Gomez  | Do Something Couple       | Nominiert | [ 71 ] |

## Echo Awards
Bei der Echoverleihung war Justin Bieber einmal nominiert,
| Jahr | Ausgezeichnet / Nominiert für | Award                           | Resultat  | Ref    |
| ---- | ----------------------------- | ------------------------------- | --------- | ------ |
| 2016 | Justin Bieber                 | Künstler international Rock/Pop | Nominiert | [ 72 ] |

## Electronic Music Awards
| Jahr | Ausgezeichnet / Nominiert für       | Award              | Resultat  | Ref    |
| ---- | ----------------------------------- | ------------------ | --------- | ------ |
| 2017 | Cold Water (mit Major Lazer and MØ) | Single of the Year | Gewonnen  | [ 73 ] |
| 2017 | Let Me Love You (mit DJ Snake)      | Single of the Year | Nominiert | [ 73 ] |

## FiFi Awards
| Jahr | Ausgezeichnet / Nominiert für | Award                                   | Resultat  | Ref    |
| ---- | ----------------------------- | --------------------------------------- | --------- | ------ |
| 2012 | Someday                       | Fragrance Of The Year:Women's Luxe      | Nominiert | [ 74 ] |
| 2012 | Someday                       | Fragrance Of The Year:Consumer's Choice | Nominiert | [ 74 ] |
| 2012 | Someday                       | Fragrance Celebrity Of The Year         | Gewonnen  | [ 74 ] |
| 2013 | Girlfriend                    | Fragrance Of The Year:Women's Popular   | Gewonnen  | [ 75 ] |
| 2013 | Girlfriend                    | Fragrance Of The Year:Consumer's Choice | Gewonnen  | [ 75 ] |
| 2014 | The Key                       | Fragrance Of The Year:Women's Popular   | Nominiert | [ 76 ] |

### UK Fifi Awards
| Jahr | Ausgezeichnet / Nominiert für | Award                        | Resultat | Ref    |
| ---- | ----------------------------- | ---------------------------- | -------- | ------ |
| 2012 | Someday                       | Best New Celebrity Fragrance | Gewonnen | [ 77 ] |

## Georgia Music Hall of Fame
In die Georgia Music Hall of Fame wurde Justin Bieber 2011 aufgenommen.
| Jahr | Ausgezeichnet / Nominiert für | Award                     | Resultat | Ref    |
| ---- | ----------------------------- | ------------------------- | -------- | ------ |
| 2011 | Justin Bieber                 | Bill Lowery Horizon Award | Gewonnen | [ 78 ] |

## GAFFAAwards
| Jahr | Ausgezeichnet / Nominiert für                                     | Award                                 | Resultat  | Ref. |
| ---- | ----------------------------------------------------------------- | ------------------------------------- | --------- | ---- |
| 2015 | Purpose                                                           | International Album of the Year       | Nominiert |      |
| 2015 | Justin Bieber                                                     | International Male Artist of the Year | Nominiert |      |
| 2015 | What Do You Mean                                                  | International Hit of the Year         | Nominiert |      |
| 2016 | Cold Water (mit Major Lazer & MØ)                                 | International Hit of the Year         | Nominiert |      |
| 2016 | Love Yourself                                                     | International Hit of the Year         | Nominiert |      |
| 2018 | I'm the One (mit DJ Khaled, Quavo, Chance the Rapper & Lil Wayne) | International Hit of the Year         | Nominiert |      |
| 2018 | Friends (feat. Bloodpop)                                          | International Hit of the Year         | Nominiert |      |
| 2018 | Despacito (mit Luis Fonsi & Daddy Yankee)                         | International Hit of the Year         | Nominiert |      |
| 2018 | 2U (mit David Guetta)                                             | International Hit of the Year         | Nominiert |      |

## Global Awards
| Jahr | Auszeichnung / Nominierung für                    | Award     | Resultat  | Ref    |
| ---- | ------------------------------------------------- | --------- | --------- | ------ |
| 2018 | Despacito (Remix) (mit Luis Fonsi & Daddy Yankee) | Best Song | Nominiert | [ 79 ] |
| 2018 | Justin Bieber                                     | Best Male | Nominiert | [ 79 ] |
| 2018 | Justin Bieber                                     | Best Pop  | Nominiert | [ 79 ] |

## Grammy Awards
Die Grammy Awards werden von der National Academy of Recording Arts and Sciences vergeben. Bieber erhielt insgesamt 14 Nominierungen und gewann zwei Mal.
| Jahr | Ausgezeichnet / Nominiert für | Award                              | Resultat  | Ref    |
| ---- | ----------------------------- | ---------------------------------- | --------- | ------ |
| 2011 | Justin Bieber                 | Best New Artist                    | Nominiert | [ 80 ] |
| 2011 | My World 2.0                  | Best Pop Vocal Album               | Nominiert | [ 80 ] |
| 2016 | Where Are Ü Now (mit Jack Ü)  | Best Dance Recording               | Gewonnen  | [ 81 ] |
| 2017 | Purpose                       | Album of the Year                  | Nominiert | [ 82 ] |
| 2017 | Purpose                       | Best Pop Vocal Album               | Nominiert | [ 82 ] |
| 2017 | Love Yourself                 | Song of the Year                   | Nominiert | [ 82 ] |
| 2017 | Love Yourself                 | Best Pop Solo Performance          | Nominiert | [ 82 ] |
| 2018 | Despacito                     | Record of the Year                 | Nominiert | [ 83 ] |
| 2018 | Despacito                     | Song of the Year                   | Nominiert | [ 83 ] |
| 2018 | Despacito                     | Best Pop Duo/Group Performance     | Nominiert | [ 83 ] |
| 2021 | Changes                       | Best Pop Vocal Album               | Nominiert | [ 84 ] |
| 2021 | Yummy                         | Best Pop Solo Performance          | Nominiert | [ 84 ] |
| 2021 | Intentions                    | Best Pop Duo/Group Performance     | Nominiert | [ 84 ] |
| 2021 | 10,000 Hours                  | Best Country Duo/Group Performance | Gewonnen  | [ 84 ] |

## Guinness World Records
Insgesamt hielt Justin Bieber 31 Rekorde
| Jahr | Rekordhalter                                | Weltrekord | Status     | Ref           |
| ---- | ------------------------------------------- | --- | ---------- | ------------- |
| 2011 | Justin Bieber                               | Erster Solokünstler unter 18 Jahren mit 3 Nr.-1-Alben in den USA und dem Vereinigten Königreich                         | Gewonnen   | [ 85 ]        |
| 2012 | Baby (mit Ludacris)                         | Populärstes Onlinevideo                                                                                                 | Gewonnen   | [ 86 ]        |
| 2012 | Justin Bieber                               | Innerhalb von 24 Stunden am weitesten verbreitete Nachricht in sozialen Netzwerken                                      | Gewonnen   | [ 86 ]        |
| 2013 | Justin Bieber                               | Jüngster Solokünstler mit fünf Nr.-1-Alben in den USA                                                                   | Gewonnen   | [ 87 ]        |
| 2013 | Justin Bieber                               | Jüngster Musiker mit einem Musikkanal mit über 3 Mrd. Aufrufen                                                          | Gewonnen   | [ 88 ]        |
| 2015 | Justin Bieber                               | Jüngster männlicher Künstler mit einem Nr. 1-Hit in den Billboard Top 100 in der ersten Woche nach der Veröffentlichung | Gewonnen   | [ 89 ]        |
| 2016 | What Do You Mean?                           | Meiste Streams in einer Woche auf Spotify                                                                               | Eliminiert | [ 90 ]        |
| 2016 | Purpose                                     | Meiste Streams in einer Woche auf Spotify (Album)                                                                       | Eliminiert | [ 90 ]        |
| 2016 | Justin Bieber                               | Die meisten gleichzeitigen Lieder in der US Singles Charts                                                              | Eliminiert | [ 90 ]        |
| 2016 | Justin Bieber                               | Die meisten gleichzeitigen Neueinsteiger in die Hot 100 von einem Solo-Künstler                                         | Eliminiert | [ 90 ]        |
| 2016 | Justin Bieber                               | Erster Act mit den Top-3-Plätzen in den UK Singlecharts                                                                 | Gewonnen   | [ 90 ]        |
| 2016 | Justin Bieber                               | Meiste Follower auf Twitter (Mann)                                                                                      | Eliminiert | [ 90 ]        |
| 2016 | Justin Bieber                               | Meistgesehener YouTube-Musikkanal (Einzelperson)                                                                        | Gewonnen   | [ 90 ]        |
| 2016 | Justin Bieber                               | Meiste YouTube-Abonnenten eines Musikers (Männer)                                                                       | Gewonnen   | [ 90 ]        |
| 2016 | Justin Bieber                               | Gewinner der meisten Teen Choice Awards für einen Musiker (männlich)                                                    | Gewonnen   | [ 91 ]        |
| 2016 | Justin Bieber                               | Gewinner der meisten Teen Choice Awards (männlich)                                                                      | Gewonnen   | [ 92 ]        |
| 2017 | Justin Bieber                               | Sieger der meisten MTV Europe Music Awards                                                                              | Gewonnen   | [ 93 ]        |
| 2017 | Justin Bieber                               | Meiste Followers auf Instagram für einen Musiker (männlich)                                                             | Gewonnen   | [ 94 ]        |
| 2017 | Justin Bieber                               | Die meisten Wochen auf Billboard's Social 50 Chart                                                                      | Eliminiert | [ 95 ]        |
| 2017 | Purpose                                     | Am häufigsten gestreamtes Album auf Spotify                                                                             | Eliminiert | [ 96 ]        |
| 2017 | Despacito (mit Luis Fonsi and Daddy Yankee) | Meiste Wochen auf Platz 1 der US-Charts (Single)                                                                        | Eliminiert | [ 97 ] [ 98 ] |
| 2017 | Despacito (mit Luis Fonsi and Daddy Yankee) | Am meisten gestreamter Track weltweit                                                                                   | Gewonnen   | [ 99 ]        |
| 2017 | Despacito (mit Luis Fonsi and Daddy Yankee) | Die meisten Wochen auf Platz 1 der Billboard's Digital Song Sales Chart                                                 | Eliminiert | [ 100 ]       |
| 2018 | Despacito (mit Luis Fonsi and Daddy Yankee) | Die meisten Wochen auf Platz 1 der Billboard's Hot Latin Songs Chart                                                    | Gewonnen   | [ 101 ]       |
| 2018 | Justin Bieber: Never Say Never              | Größter internationaler Box-Office-Hit für einen Konzertfilm                                                            | Gewonnen   | [ 102 ]       |
| 2019 | I Don't Care (mit Ed Sheeran)               | Am häufigsten gestreamter Track auf Spotify innerhalb von 24 Stunden                                                    | Gewonnen   | [ 103 ]       |
| 2020 | Justin Bieber                               | Die meisten von Null auf Eins-Hits in den Billboard Charts                                                              | Eliminiert | [ 104 ]       |
| 2020 | Justin Bieber                               | Jüngster Solokünstler mit sieben Nummer-Eins-Alben in den USA                                                           | Gewonnen   | [ 105 ]       |
| 2020 | Justin Bieber                               | Häufigst gestreamter Künstler auf Spotify innerhalb eines Monats                                                        | Eliminiert | [ 106 ]       |
| 2020 | Justin Bieber                               | Die meisten Nickelodeon Kids' Choice Awards für einen Musiker (männlich)                                                | Gewonnen   | [ 107 ]       |
| 2021 | Justin Bieber                               | Meiste Follower auf Twitter (Mann)                                                                                      | Gewonnen   | [ 108 ]       |

## Hungarian Music Awards
Bei den Hungarian Music Awards wurde Bieber einmal nominiert.
| Jahr | Ausgezeichnet / Nominiert für | Award                                                         | Resultat  | Ref     |
| ---- | ----------------------------- | ------------------------------------------------------------- | --------- | ------- |
| 2018 | 2U(mit David Guetta)          | Foreign Electronic Music Album or Sound Recording of the Year | Nominiert | [ 109 ] |

## iHeartRadio Music Awards
Die iHeartRadio Music Awards werden von iHeartRadio vergeben. Bieber gewann 6 Awards bei 26 Nominierungen.
| Jahr | Ausgezeichnet / Nominiert für                     | Award                   | Resultat  | Ref     |
| ---- | ------------------------------------------------- | ----------------------- | --------- | ------- |
| 2016 | Justin Bieber                                     | Male Artist of the Year | Gewonnen  | [ 110 ] |
| 2016 | Justin Bieber                                     | Best Fan Army           | Gewonnen  | [ 110 ] |
| 2016 | Where Are Ü Now (mit Jack Ü)                      | Dance Song of the Year  | Gewonnen  | [ 110 ] |
| 2016 | Where Are Ü Now (mit Jack Ü)                      | Best Collaboration      | Nominiert | [ 110 ] |
| 2016 | Justin Bieber covering Hotline Bling              | Best Cover Song         | Nominiert | [ 110 ] |
| 2017 | Justin Bieber                                     | Male Artist of the Year | Gewonnen  | [ 111 ] |
| 2017 | Cold Water (mit Major Lazer and MØ)               | Dance Song of the Year  | Nominiert | [ 111 ] |
| 2017 | Let Me Love You (mit DJ Snake)                    | Dance Song of the Year  | Nominiert | [ 111 ] |
| 2017 | Love Yourself                                     | Best Lyrics             | Gewonnen  | [ 111 ] |
| 2017 | Justin Bieber covering Fast Car                   | Best Cover Song         | Nominiert | [ 111 ] |
| 2017 | Beliebers                                         | Best Fan Army           | Nominiert | [ 111 ] |
| 2018 | Despacito Remix (mit Luis Fonsi and Daddy Yankee) | Best Remix              | Nominiert | [ 112 ] |
| 2018 | Friends Remix (mit Julia Michaels)                | Best Remix              | Nominiert | [ 112 ] |
| 2018 | I'm The One                                       | Best Music Video        | Nominiert | [ 112 ] |
| 2018 | I'm The One                                       | Best Collaboration      | Nominiert | [ 112 ] |
| 2018 | Despacito Remix                                   | Song of the Year        | Nominiert | [ 112 ] |
| 2018 | Beliebers                                         | Best Fan Army           | Nominiert | [ 112 ] |
| 2020 | 10,000 Hours (mit Dan + Shay)                     | Best Lyrics             | Gewonnen  | [ 113 ] |
| 2020 | I Don’t Care (mit Ed Sheeran)                     | Best Collaboration      | Nominiert | [ 113 ] |
| 2020 | I Don’t Care (mit Ed Sheeran)                     | Best Music Video        | Nominiert | [ 113 ] |
| 2020 | Beliebers                                         | Best Fan Army           | Nominiert | [ 113 ] |
| 2021 | Justin Bieber                                     | Male Artist of the Year | Nominiert | [ 114 ] |
| 2021 | Yummy                                             | Best Music Video        | Nominiert | [ 114 ] |
| 2021 | Holy (feat. Chance the Rapper)                    | Best Collaboration      | Nominiert | [ 114 ] |
| 2021 | Intentions (feat. Quavo)                          | Best Lyrics             | Nominiert | [ 114 ] |
| 2021 | Beliebers                                         | Best Fan Army           | Nominiert | [ 114 ] |

## International Dance Music Awards
Die International Dance Music Awards werden als Teil der Winter Music Conference vergeben.
| Jahr | Ausgezeichnet / Nominiert für | Award                                                       | Resultat  | Ref     |
| ---- | ----------------------------- | ----------------------------------------------------------- | --------- | ------- |
| 2016 | Where Are Ü Now (mit Jack Ü)  | Best Dubstep/Drum & Bass Track                              | Gewonnen  | [ 115 ] |
| 2016 | Where Are Ü Now (mit Jack Ü)  | Best Commercial/Pop Dance Track                             | Nominiert | [ 115 ] |
| 2016 | Where Are Ü Now (mit Jack Ü)  | Best Featured Vocalist Performance – Title, Vocalist/Artist | Nominiert | [ 115 ] |
| 2016 | Where Are Ü Now (mit Jack Ü)  | Best Music Video                                            | Nominiert | [ 115 ] |

## JIM Awards
| Jahr | Auszeichnung / Nominierung für        | Award                | Resultat  | Ref     |
| ---- | ------------------------------------- | -------------------- | --------- | ------- |
| 2013 | Justin Bieber                         | Beste Zanger         | Gewonnen  | [ 116 ] |
| 2013 | Justin Bieber                         | Beste Pop            | Nominiert | [ 116 ] |
| 2013 | Justin Bieber die kotst op het podium | Blooper van het Jaar | Nominiert | [ 116 ] |

## Juno Awards
Bieber gewann 8 Juno Awards bei 26 Nominierungen.
| Jahr | Auszeichnung / Nominierung für | Award                  | Resultat  | Ref     |
| ---- | ------------------------------ | ---------------------- | --------- | ------- |
| 2010 | My World                       | Album of the Year      | Nominiert | [ 117 ] |
| 2010 | My World                       | Pop Album of the Year  | Nominiert | [ 117 ] |
| 2010 | Justin Bieber                  | New Artist of the Year | Nominiert | [ 117 ] |
| 2011 | Justin Bieber                  | Artist of the Year     | Nominiert | [ 118 ] |
| 2011 | Justin Bieber                  | Fan Choice Award       | Gewonnen  | [ 118 ] |
| 2011 | My World 2.0                   | Album of the Year      | Nominiert | [ 118 ] |
| 2011 | My World 2.0                   | Pop Album of the Year  | Gewonnen  | [ 118 ] |
| 2012 | Justin Bieber                  | Fan Choice Award       | Gewonnen  | [ 119 ] |
| 2012 | Under the Mistletoe            | Album of the Year      | Nominiert | [ 119 ] |
| 2013 | Justin Bieber                  | Artist of the Year     | Nominiert | [ 120 ] |
| 2013 | Justin Bieber                  | Fan Choice Award       | Gewonnen  | [ 120 ] |
| 2013 | Believe                        | Album of the Year      | Nominiert | [ 120 ] |
| 2013 | Believe                        | Pop Album of the Year  | Nominiert | [ 120 ] |
| 2014 | Justin Bieber                  | Fan Choice Award       | Gewonnen  | [ 121 ] |
| 2016 | Justin Bieber                  | Artist of the Year     | Nominiert | [ 122 ] |
| 2016 | Justin Bieber                  | Fan Choice Award       | Gewonnen  | [ 122 ] |
| 2016 | Purpose                        | Album of the Year      | Nominiert | [ 122 ] |
| 2016 | Purpose                        | Pop Album of the Year  | Gewonnen  | [ 122 ] |
| 2016 | What Do You Mean?              | Single of the Year     | Nominiert | [ 122 ] |
| 2017 | Justin Bieber                  | Fan Choice Award       | Nominiert | [ 123 ] |
| 2020 | Justin Bieber                  | Fan Choice Award       | Nominiert | [ 124 ] |
| 2021 | Justin Bieber                  | Fan Choice Award       | Nominiert | [ 125 ] |
| 2021 | Justin Bieber                  | Artist of the Year     | Nominiert | [ 125 ] |
| 2021 | Changes                        | Album of the Year      | Nominiert | [ 125 ] |
| 2021 | Changes                        | Pop Album of the Year  | Gewonnen  | [ 125 ] |
| 2021 | Intentions                     | Single of the Year     | Nominiert | [ 125 ] |

## Kerrang! Awards
Die Kerrang! Awards werden vom Musikmagazin Kerrang! vergeben. Justin Bieber gewann den ironischen Award für den „Bösewicht des Jahres“.
| Jahr | Auszeichnung / Nominierung für | Award               | Resultat | Ref     |
| ---- | ------------------------------ | ------------------- | -------- | ------- |
| 2012 | Justin Bieber                  | Villain of the Year | Gewonnen | [ 126 ] |

## Latin American Music Awards
| Jahr | Auszeichnung / Nominierung für | Award                     | Resultat  |
| ---- | ------------------------------ | ------------------------- | --------- |
| 2015 | Where Are Ü Now (mit Jack Ü)   | Canción Dance Favorita    | Nominiert |
| 2016 | Justin Bieber                  | Favorite Crossover Artist | Gewonnen  |
| 2016 | Love Yourself                  | Favorite Song – Crossover | Gewonnen  |
| 2017 | Despacito                      | Song of the Year          | Nominiert |
| 2017 | Despacito                      | Favorite Pop/Rock Song    | Nominiert |
| 2017 | Despacito                      | Favorite Collaboration    | Nominiert |
| 2017 | Justin Bieber                  | Favorite Crossover Artist | Nominiert |

## Latin Grammy Awards
Als Featuring gewann Justin Bieber einen Latin Grammy, der von der The Latin Recording Academy vergeben wird.
| Jahr | Auszeichnung / Nominierung für                      | Award                         | Resultat | Ref     |
| ---- | --------------------------------------------------- | ----------------------------- | -------- | ------- |
| 2017 | Despacito (Remix) (mit Luis Fonsi and Daddy Yankee) | Best Urban Fusion/Performance | Gewonnen | [ 127 ] |

## Lunas del Auditorio
Lunas del Auditorio wird von der National Auditorium in Mexiko für erfolgreiche Livekonzerte vergeben.
| Jahr | Auszeichnung / Nominierung für | Award                   | Resultat  | Ref     |
| ---- | ------------------------------ | ----------------------- | --------- | ------- |
| 2012 | Justin Bieber                  | Pop in Foreign Language | Nominiert | [ 128 ] |
| 2014 | Justin Bieber                  | Pop in Foreign Language | Nominiert | [ 129 ] |
| 2017 | Justin Bieber                  | Pop in Foreign Language | Nominiert | [ 130 ] |

## LOS40 Music Awards
Der LOS40 Music Awards, ehemals Los Premios 40 Principales, wird vom spanischen Radio Los 40 vergeben.
| Jahr | Auszeichnung / Nominierung für            | Award                               | Resultat  | Ref     |
| ---- | ----------------------------------------- | ----------------------------------- | --------- | ------- |
| 2016 | Justin Bieber                             | International Act of the Year       | Nominiert | [ 131 ] |
| 2016 | Purpose                                   | International Recording of the Year | Gewonnen  | [ 131 ] |
| 2016 | Sorry                                     | International Song of the Year      | Nominiert | [ 131 ] |
| 2016 | Justin Bieber                             | LO+40 Artist Award                  | Nominiert | [ 131 ] |
| 2017 | Despacito (mit Luis Fonsi & Daddy Yankee) | International Song of the Year      | Gewonnen  | [ 132 ] |
| 2017 | Despacito (mit Luis Fonsi & Daddy Yankee) | Golden Music Award                  | Gewonnen  | [ 132 ] |
| 2019 | I Don't Care (mit Ed Sheeran)             | International Song of the Year      | Nominiert | [ 133 ] |

## Melon Music Awards
Der Melon Music Award ist ein Musikpreis aus Südkorea.
| Jahr | Auszeichnung / Nominierung für | Award         | Resultat | Ref     |
| ---- | ------------------------------ | ------------- | -------- | ------- |
| 2016 | Love Yourself                  | Best Pop Song | Gewonnen | [ 134 ] |

## Melty Future Awards
Die Melty Future Awards werden von der Website Melty vergeben.
| Jahr | Auszeichnung / Nominierung für | Award            | Resultat | Ref     |
| ---- | ------------------------------ | ---------------- | -------- | ------- |
| 2016 | Beliebers                      | L'Ultime Fanbase | Gewonnen | [ 135 ] |

## Movieguide Awards
Die Movieguide Awards werden an christliche und familienfreundliche Künstler vergeben.
| Jahr | Ausgezeichnet / Nominiert für                  | Award                                  | Resultat  | Ref.    |
| ---- | ---------------------------------------------- | -------------------------------------- | --------- | ------- |
| 2011 | Justin Bieber: Never Say Never – MTV/Paramount | Epiphany Prize Most Inspiring Movie    | Nominiert | [ 136 ] |
| 2011 | Justin Bieber: Never Say Never – MTV/Paramount | The Ten Best 2011 Movies for Families  | Nominiert | [ 136 ] |
| 2011 | Justin Bieber: Never Say Never                 | Grace Award Most Inspiring Performance | Nominiert | [ 136 ] |

## MP3 Music Awards
| Jahr | Auszeichnung / Nominierung für | Award                                     | Resultat  | Ref     |
| ---- | ------------------------------ | ----------------------------------------- | --------- | ------- |
| 2013 | #thatPOWER (mit will.i.am)     | The MIC Award (Music / Industry / Choice) | Nominiert | [ 137 ] |

## MTV Awards

### TRL Awards (Italy)
| Jahr | Ausgezeichnet / Nominiert für | Award                         | Resultat  | Ref     |
| ---- | ----------------------------- | ----------------------------- | --------- | ------- |
| 2010 | Justin Bieber                 | Best International Act        | Gewonnen  | [ 138 ] |
| 2012 | Justin Bieber                 | Best Look                     | Gewonnen  | [ 138 ] |
| 2013 | Justin Bieber                 | Best Fan                      | Nominiert | [ 139 ] |
| 2013 | Justin Bieber                 | Artist Saga                   | Nominiert | [ 139 ] |
| 2013 | Justin Bieber                 | Best Tweet                    | Gewonnen  | [ 139 ] |
| 2013 | #thatPOWER (mit will.i.am)    | Best Energic Video            | Gewonnen  | [ 139 ] |
| 2014 | Justin Bieber                 | Best Fan                      | Nominiert | [ 140 ] |
| 2014 | Justin Bieber                 | Artist Saga                   | Nominiert | [ 140 ] |
| 2015 | Justin Bieber                 | Best Fan                      | Nominiert | [ 141 ] |
| 2015 | Justin Bieber                 | Artist Saga                   | Nominiert | [ 141 ] |
| 2015 | Justin Bieber                 | Top Instagram Star            | Gewonnen  | [ 141 ] |
| 2016 | Justin Bieber                 | Best International Male       | Gewonnen  | [ 142 ] |
| 2016 | Justin Bieber                 | Best Tormentone               | Gewonnen  | [ 142 ] |
| 2016 | What Do You Mean?             | AIR VIGORSOL Best Fresh Video | Gewonnen  | [ 142 ] |
| 2016 | Justin Bieber                 | Artist Saga                   | Nominiert | [ 142 ] |
| 2017 | Justin Bieber                 | Best International Male       | Gewonnen  | [ 143 ] |
| 2017 | Beliebers                     | Best Fan                      | Nominiert | [ 143 ] |

### MTV Video Music Brazil
| Jahr | Ausgezeichnet / Nominiert für | Award                | Resultat  | Ref     |
| ---- | ----------------------------- | -------------------- | --------- | ------- |
| 2010 | Justin Bieber                 | International Artist | Gewonnen  | [ 144 ] |
| 2012 | Justin Bieber                 | International Artist | Nominiert | [ 144 ] |

### MTV Europe Music Awards
The MTV Europe Music Awards have been held annually by MTV Europe since 1994. Bieber has received 21 awards from 42 nominations.
| Jahr | Ausgezeichnet / Nominiert für            | Award                        | Resultat  | Ref     |
| ---- | ---------------------------------------- | ---------------------------- | --------- | ------- |
| 2010 | Justin Bieber                            | Best New Act                 | Nominiert | [ 145 ] |
| 2010 | Justin Bieber                            | Best Male                    | Gewonnen  | [ 145 ] |
| 2010 | Justin Bieber                            | Best Push Act                | Gewonnen  | [ 145 ] |
| 2011 | Justin Bieber                            | Best Male                    | Gewonnen  | [ 146 ] |
| 2011 | Justin Bieber                            | Best Pop                     | Gewonnen  | [ 146 ] |
| 2011 | Justin Bieber                            | Voices Award                 | Gewonnen  | [ 146 ] |
| 2011 | Justin Bieber                            | Biggest Fans                 | Nominiert | [ 146 ] |
| 2011 | Justin Bieber                            | Best North American Act      | Nominiert | [ 146 ] |
| 2012 | Justin Bieber                            | Best Male                    | Gewonnen  | [ 147 ] |
| 2012 | Justin Bieber                            | Best Pop                     | Gewonnen  | [ 147 ] |
| 2012 | Justin Bieber                            | Best North American Act      | Nominiert | [ 147 ] |
| 2012 | Justin Bieber                            | Biggest Fans                 | Nominiert | [ 147 ] |
| 2012 | Justin Bieber                            | Best World Stage Performance | Gewonnen  | [ 147 ] |
| 2013 | Justin Bieber                            | Best Male                    | Gewonnen  | [ 148 ] |
| 2013 | Justin Bieber                            | Best Canadian Act            | Gewonnen  | [ 148 ] |
| 2013 | Justin Bieber                            | Best Worldwide Act           | Nominiert | [ 148 ] |
| 2013 | Justin Bieber                            | Best Pop                     | Nominiert | [ 148 ] |
| 2013 | Justin Bieber                            | Biggest Fans                 | Nominiert | [ 148 ] |
| 2014 | Justin Bieber                            | Best Male                    | Gewonnen  | [ 149 ] |
| 2014 | Justin Bieber                            | Best Canadian Act            | Gewonnen  | [ 149 ] |
| 2014 | Justin Bieber                            | Best North American Act      | Nominiert | [ 149 ] |
| 2014 | Justin Bieber                            | Biggest Fans                 | Nominiert | [ 149 ] |
| 2015 | Justin Bieber                            | Best Pop                     | Nominiert | [ 150 ] |
| 2015 | Justin Bieber                            | Best Male                    | Gewonnen  | [ 150 ] |
| 2015 | Justin Bieber                            | Biggest Fans                 | Gewonnen  | [ 150 ] |
| 2015 | Justin Bieber                            | Best Look                    | Gewonnen  | [ 150 ] |
| 2015 | Justin Bieber                            | Best Canadian Act            | Gewonnen  | [ 150 ] |
| 2015 | Justin Bieber                            | Best North American Act      | Gewonnen  | [ 150 ] |
| 2015 | Where Are Ü Now(mit Jack Ü)              | Best Collaboration           | Gewonnen  | [ 150 ] |
| 2016 | Justin Bieber                            | Best Male                    | Nominiert | [ 151 ] |
| 2016 | Justin Bieber                            | Best Pop                     | Nominiert | [ 151 ] |
| 2016 | Justin Bieber                            | Biggest Fans                 | Gewonnen  | [ 151 ] |
| 2016 | Justin Bieber                            | Best Canadian Act            | Gewonnen  | [ 151 ] |
| 2016 | Sorry                                    | Best Song                    | Gewonnen  | [ 151 ] |
| 2017 | Despacito(mit Luis Fonsi & Daddy Yankee) | Best Song                    | Nominiert | [ 152 ] |
| 2017 | Justin Bieber                            | Biggest Fans                 | Nominiert | [ 152 ] |
| 2017 | Justin Bieber                            | Best Canadian Act            | Nominiert | [ 152 ] |
| 2020 | Intentions(feat Quavo)                   | Best Collaboration           | Nominiert | [ 153 ] |
| 2020 | Justin Bieber                            | Biggest Fans                 | Nominiert | [ 153 ] |
| 2020 | Justin Bieber                            | Best Canadian Act            | Nominiert | [ 153 ] |
| 2020 | Justin Bieber                            | Best Artist                  | Nominiert | [ 153 ] |
| 2020 | Justin Bieber                            | Best Pop                     | Nominiert | [ 153 ] |

### MTV Millennial Awards
| Jahr | Ausgezeichnet / Nominiert für                 | Award                          | Resultat  | Ref     |
| ---- | --------------------------------------------- | ------------------------------ | --------- | ------- |
| 2013 | Justin Bieber                                 | Biggest Instagram Star         | Nominiert | [ 154 ] |
| 2014 | Justin Bieber                                 | Global Instagram Star          | Nominiert | [ 155 ] |
| 2016 | Justin Bieber                                 | Global Snapchatter of the Year | Nominiert | [ 156 ] |
| 2016 | Justin Bieber And The Mayan Ruins             | Fail of the Year               | Nominiert | [ 156 ] |
| 2016 | Sorry                                         | International Hit of the Year  | Nominiert | [ 156 ] |
| 2016 | Where Are Ü Now(mit Jack Ü)                   | Collaboration of the Year      | Nominiert | [ 156 ] |
| 2017 | El Playback de Justin Bieber en México        | Ridiculous of the Year         | Gewonnen  | [ 157 ] |
| 2017 | Cold Water (mit Major Lazer and MØ)           | Collaboration of the Year      | Nominiert | [ 157 ] |
| 2017 | Despacito(mit Luis Fonsi & Daddy Yankee)      | Collaboration of the Year      | Nominiert | [ 157 ] |
| 2017 | Let Me Love You(mit DJ Snake)                 | International Hit of the Year  | Nominiert | [ 157 ] |
| 2018 | Justin Bieber va a misa y atropella Paparazzi | Ridiculous of the Year         | Nominiert | [ 158 ] |
| 2021 | Peaches (featuring Daniel Caesar & Giveon)    | Global Hit of the Year         | Nominiert | [ 159 ] |

### MTV Movie Awards
The MTV Movie Awards is a film awards show presented annually on MTV. In 2011, Bieber received the Best Jaw Dropping Moment award.
| Jahr | Ausgezeichnet / Nominiert für  | Award                    | Resultat | Ref     |
| ---- | ------------------------------ | ------------------------ | -------- | ------- |
| 2011 | Justin Bieber: Never Say Never | Best Jaw Dropping Moment | Gewonnen | [ 160 ] |

### MTV Video Music Awards
| Jahr | Ausgezeichnet / Nominiert für                                       | Award                             | Resultat  |
| ---- | ------------------------------------------------------------------- | --------------------------------- | --------- |
| 2010 | Baby (mit Ludacris)                                                 | Best New Artist                   | Gewonnen  |
| 2011 | U Smile                                                             | Best Male Video                   | Gewonnen  |
| 2012 | Boyfriend                                                           | Best Male Video                   | Nominiert |
| 2012 | Boyfriend                                                           | Best Pop Video                    | Nominiert |
| 2012 | Boyfriend                                                           | Most Share-Worthy Video           | Nominiert |
| 2013 | U Smile                                                             | Best Choreography                 | Nominiert |
| 2015 | Where Are Ü Now                                                     | Best Art Direction                | Nominiert |
| 2015 | Where Are Ü Now                                                     | Best Editing                      | Nominiert |
| 2015 | Where Are Ü Now                                                     | Best Special Effects              | Gewonnen  |
| 2016 | Sorry                                                               | Video of the Year                 | Nominiert |
| 2016 | Sorry                                                               | Best Pop Video                    | Nominiert |
| 2016 | Purpose: The Movement                                               | Best Breakthrough Long Form Video | Nominiert |
| 2017 | I'm the One (mit DJ Khaled, Quavo, Chance the Rapper and Lil Wayne) | Best Hip Hop Video                | Nominiert |
| 2017 | Cold Water (mit Major Lazer and MØ)                                 | Best Dance                        | Nominiert |
| 2017 | Despacito (mit Luis Fonsi and Daddy Yankee)                         | Song of the Summer                | Nominiert |
| 2019 | I Don't Care (mit Ed Sheeran)                                       | Best Collaboration                | Nominiert |
| 2019 | I Don't Care (mit Ed Sheeran)                                       | Song of the Summer                | Nominiert |
| 2020 | Justin Bieber                                                       | Artist of the Year                | Nominiert |
| 2020 | Stuck with U (mit Ariana Grande)                                    | Best Collaboration                | Nominiert |
| 2020 | Stuck with U (mit Ariana Grande)                                    | Best Music Video from Home        | Gewonnen  |
| 2020 | Intentions (featuring Quavo)                                        | Best Pop                          | Nominiert |
| 2021 | Justin Bieber                                                       | Artist of the Year                |           |
| 2021 | Popstar(starring Justin Bieber) – DJ Khaled (featuring Drake)       | Video of the Year                 |           |
| 2021 | Popstar(starring Justin Bieber) – DJ Khaled (featuring Drake)       | Best Direction                    |           |
| 2021 | Peaches(featuring Daniel Caesar and Giveon)                         | Best Collaboration                |           |
| 2021 | Peaches(featuring Daniel Caesar and Giveon)                         | Best Pop                          |           |
| 2021 | Peaches(featuring Daniel Caesar and Giveon)                         | Best Editing                      |           |
| 2021 | Holy (featuring Chance the Rapper)                                  | Best Cinematography               |           |

### MTV Video Music Awards Japan
| Jahr | Auszeichnung / Nominierung für        | Award                           | Resultat  | Ref.    |
| ---- | ------------------------------------- | ------------------------------- | --------- | ------- |
| 2011 | Baby (feat. Ludacris)                 | Best New Artist Video           | Gewonnen  |         |
| 2011 | Never Say Never (feat. Jaden Smith)   | Best Video from a Film          | Nominiert |         |
| 2011 | Baby (feat. Ludacris)                 | Best Karaokee! Song             | Nominiert |         |
| 2012 | Mistletoe                             | Best Male Video                 | Nominiert | [ 161 ] |
| 2013 | Beauty and a Beat (feat. Nicki Minaj) | Best Male Video                 | Nominiert | [ 162 ] |
| 2013 | Beauty and a Beat (feat. Nicki Minaj) | Best Pop Video                  | Nominiert | [ 162 ] |
| 2016 | Sorry                                 | Best International Male Video   | Gewonnen  | [ 163 ] |
| 2016 | Sorry                                 | Best Choreography               | Nominiert | [ 163 ] |
| 2016 | What Do You Mean?                     | Best Pop Video                  | Nominiert | [ 163 ] |
| 2016 | Purpose                               | International Album of the Year | Nominiert | [ 163 ] |

## Myx Music Awards
| Jahr | Ausgezeichnet / Nominiert für | Award                        | Resultat  | Ref.    |
| ---- | ----------------------------- | ---------------------------- | --------- | ------- |
| 2010 | One Time                      | Favorite International Video | Nominiert | [ 164 ] |
| 2011 | Baby (feat. Ludacris)         | Favorite International Video | Nominiert | [ 165 ] |
| 2013 | Boyfriend                     | Favorite International Video | Nominiert | [ 166 ] |
| 2016 | Where Are Ü Now(mit Jack Ü)   | Favorite International Video | Nominiert | [ 167 ] |
| 2021 | Yummy                         | Favorite International Video | Nominiert | [ 168 ] |

## MuchMusic Video Awards
Die MuchMusic Video Awards (MMVA) werden vom kanadischen Musik-Fernsehsender MuchMusic vergeben. Bei 21 Nominierungen gewann Bieber 12 mal.
| Jahr | Ausgezeichnet / Nominiert für           | Award                                         | Resultat  | Ref.    |
| ---- | --------------------------------------- | --------------------------------------------- | --------- | ------- |
| 2010 | One Time                                | International Video of the Year by a Canadian | Nominiert | [ 169 ] |
| 2010 | Baby (feat. Ludacris)                   | International Video of the Year by a Canadian | Gewonnen  | [ 169 ] |
| 2010 | Baby (feat. Ludacris)                   | UR Fave: Video                                | Gewonnen  | [ 169 ] |
| 2010 | Baby (feat. Ludacris)                   | UR Fave: New Artist                           | Gewonnen  | [ 169 ] |
| 2011 | Somebody to Love (feat. Usher)          | International Video of the Year by a Canadian | Gewonnen  |         |
| 2011 | Somebody to Love (feat. Usher)          | UR Fave: Artist                               | Gewonnen  |         |
| 2011 | Somebody to Love (feat. Usher)          | MuchMUSIC.COM Most Watched Video              | Nominiert |         |
| 2012 | Next to You (mit Chris Brown)           | International Video of the Year – Artist      | Nominiert | [ 170 ] |
| 2012 | Boyfriend                               | International Video of the Year by a Canadian | Gewonnen  | [ 170 ] |
| 2012 | Boyfriend                               | UR Fave Artist or Group                       | Gewonnen  | [ 170 ] |
| 2013 | Justin Bieber                           | Your Fave Artist/Group                        | Gewonnen  | [ 171 ] |
| 2013 | As Long as You Love Me (feat. Big Sean) | International Video of the Year by a Canadian | Nominiert | [ 171 ] |
| 2014 | All That Matters                        | International Video of the Year by a Canadian | Nominiert | [ 172 ] |
| 2014 | Justin Bieber                           | Favorite Artist or Group                      | Gewonnen  | [ 172 ] |
| 2015 | Confident (feat. Chance The Rapper)     | Most Buzzworthy Canadian                      | Nominiert |         |
| 2015 | Justin Bieber                           | Fan Fave Artist Or Group                      | Gewonnen  |         |
| 2016 | What Do You Mean?                       | Most Buzzworthy Canadian                      | Nominiert | [ 174 ] |
| 2016 | Sorry                                   | Canadian Single of the Year                   | Nominiert | [ 174 ] |
| 2016 | Justin Bieber                           | Fan Fave Artist or Group                      | Gewonnen  | [ 174 ] |
| 2017 | Justin Bieber                           | Most Buzzworthy Canadian                      | Nominiert | [ 175 ] |
| 2017 | Justin Bieber                           | Fan Fave Artist or Group                      | Gewonnen  | [ 175 ] |

## Nickelodeon Kids’ Choice Awards
Bei den Nickelodeon Kids’ Choice Awards des Kinder-Fernsehsenders Nickelodeon gewann Bieber 7 von 17 Nominierungen.
| Jahr | Ausgezeichnet / Nominiert für             | Award                            | Resultat  | Ref.    |
| ---- | ----------------------------------------- | -------------------------------- | --------- | ------- |
| 2011 | Baby (feat. Ludacris)                     | Favorite Song                    | Gewonnen  |         |
| 2011 | Justin Bieber                             | Favorite Male Singer             | Gewonnen  |         |
| 2012 | Justin Bieber                             | Favorite Male Singer             | Gewonnen  | [ 177 ] |
| 2013 | Justin Bieber                             | Favorite Male Singer             | Gewonnen  | [ 178 ] |
| 2016 | Justin Bieber                             | Favorite Male Singer             | Gewonnen  | [ 179 ] |
| 2016 | What Do You Mean?                         | Favorite Song of the Year        | Nominiert | [ 179 ] |
| 2016 | Where Are Ü Now (mit Jack Ü)              | Favorite Collaboration           | Nominiert | [ 179 ] |
| 2017 | Justin Bieber                             | Favorite Male Singer             | Nominiert |         |
| 2018 | Despacito (mit Luis Fonsi & Daddy Yankee) | Favorite Song                    | Nominiert |         |
| 2020 | Favorite Music Collaboration              | I Don't Care (mit Ed Sheeran)    | Nominiert |         |
| 2020 | Favorite Music Collaboration              | 10,000 Hours (mit Dan + Shay)    | Nominiert |         |
| 2020 | Justin Bieber                             | Favorite Male Artist             | Nominiert |         |
| 2021 | Justin Bieber                             | Favorite Male Artist             | Gewonnen  |         |
| 2021 | Yummy                                     | Favorite Song                    | Nominiert |         |
| 2021 | Favorite Music Collaboration              | Holy (feat. Chance the Rapper)   | Nominiert |         |
| 2021 | Favorite Music Collaboration              | Lonely (mit Benny Blanco)        | Nominiert |         |
| 2021 | Favorite Music Collaboration              | Stuck with U (mit Ariana Grande) | Gewonnen  |         |

### Kids' Choice Awards Argentina
| Jahr | Auszeichnung / Nominierung für           | Award                                  | Resultat  |
| ---- | ---------------------------------------- | -------------------------------------- | --------- |
| 2011 | Justin Bieber                            | Favorite International Artist or Group | Nominiert |
| 2012 | Justin Bieber                            | Favorite International Artist or Group | Nominiert |
| 2013 | Beauty and a Beat (feat. Nicki Minaj)    | Favorite International Song            | Nominiert |
| 2016 | Justin Bieber                            | Favorite International Artist or Group | Nominiert |
| 2017 | Justin Bieber                            | Favorite International Artist or Group | Nominiert |
| 2017 | Despacito(mit Luis Fonsi & Daddy Yankee) | Favorite Collaboration                 | Nominiert |

### Nickelodeon Australian Kids' Choice Awards
| Jahr | Auszeichnung / Nominierung für | Award              | Resultat | Ref     |
| ---- | ------------------------------ | ------------------ | -------- | ------- |
| 2010 | Justin Bieber                  | Hottest Hottie     | Gewonnen | [ 180 ] |
| 2011 | Justin Bieber                  | Hottest Guy Hottie | Gewonnen | [ 181 ] |

### Nickelodeon Colombia Kids' Choice Awards
| Jahr | Auszeichnung / Nominierung für           | Award                                  | Resultat  | Ref.    |
| ---- | ---------------------------------------- | -------------------------------------- | --------- | ------- |
| 2017 | Justin Bieber                            | Favorite International Artist or Group | Nominiert | [ 182 ] |
| 2017 | Despacito(mit Luis Fonsi & Daddy Yankee) | Favorite Collaboration                 | Nominiert | [ 182 ] |

### Nickelodeon HALO Awards
| Jahr | Auszeichnung / Nominierung für | Award             | Resultat |
| ---- | ------------------------------ | ----------------- | -------- |
| 2015 | Justin Bieber                  | Halo Hall of Fame | Gewonnen |

### Meus Prêmios Nick
| Jahr | Auszeichnung / Nominierung für | Award                                    | Resultat  | Ref.    |
| ---- | ------------------------------ | ---------------------------------------- | --------- | ------- |
| 2010 | Justin Bieber                  | Favorite International Artist            | Gewonnen  |         |
| 2011 | Justin Bieber                  | Favorite International Artist            | Nominiert |         |
| 2012 | Justin Bieber                  | Favorite International Artist            | Nominiert |         |
| 2013 | Justin Bieber                  | Favorite International Artist            | Nominiert |         |
| 2014 | Beliebers                      | Favorite Fans                            | Gewonnen  |         |
| 2016 | Justin Bieber                  | Favorite International Artist            | Nominiert |         |
| 2017 | Justin Bieber                  | Favorite International Artist            | Nominiert |         |
| 2017 | Justin Bieber                  | Favorite International Instagrammer      | Nominiert |         |
| 2017 | Purpose World Tour             | International Show of the Year in Brazil | Nominiert |         |
| 2021 | Beliebers                      | Fandom of the Year                       |           | [ 183 ] |
| 2021 | Monster (mit Shawn Mendes)     | Favorite International Hit               |           | [ 183 ] |

### Kids' Choice Awards Mexico
| Jahr | Auszeichnung / Nominierung für        | Award                                  | Resultat  | Ref.    |
| ---- | ------------------------------------- | -------------------------------------- | --------- | ------- |
| 2010 | Baby (feat. Ludacris)                 | Favorite Song                          | Gewonnen  | [ 184 ] |
| 2011 | Never Say Never (feat. Jaden Smith)   | Favorite Song                          | Nominiert | [ 185 ] |
| 2011 | Justin Bieber                         | Favorite International Artist or Group | Nominiert | [ 185 ] |
| 2011 | Justin Bieber: Never Say Never        | Favorite Movie                         | Gewonnen  | [ 185 ] |
| 2012 | Boyfriend                             | Favorite Song                          | Nominiert | [ 186 ] |
| 2012 | Justin Bieber                         | Favorite International Artist or Group | Nominiert | [ 186 ] |
| 2013 | Justin Bieber                         | Favorite International Artist or Group | Nominiert |         |
| 2013 | Beauty and a Beat (feat. Nicki Minaj) | Favorite Song                          | Nominiert |         |
| 2014 | Beliebers                             | Favorite Fans Club                     | Nominiert | [ 186 ] |
| 2017 | Beliebers                             | Best Fandom                            | Nominiert |         |
| 2017 | Justin Bieber                         | Favorite International Artist or Group | Nominiert |         |

## NewNowNext Awards
Der NewNowNext Award ist ein amerikanischer Preis des LBGT+-Fernsehsenders Logo. Bieber erhielt eine Nominierung.
| Jahr | Auszeichnung / Nominierung für | Award       | Resultat  | Ref.    |
| ---- | ------------------------------ | ----------- | --------- | ------- |
| 2013 | Justin Bieber                  | Best New Do | Nominiert | [ 187 ] |

## NME Awards
Die NME Awards werden vom britischen Musikmagazin NME (New Musical Express). Biebergewann 4 von 6 Nominierungen.
| Jahr                | Auszeichnung / Nominierung für | Award               | Resultat  | Ref.    |
| ------------------- | ------------------------------ | ------------------- | --------- | ------- |
| 2011                | My World 2.0                   | Worst Album         | Gewonnen  | [ 188 ] |
| 2011                | Justin Bieber                  | Least Stylish       | Gewonnen  |         |
| 2011                | Justin Bieber                  | Villain of the Year | Nominiert |         |
| 2012                | Justin Bieber                  | Villain of the Year | Gewonnen  | [ 189 ] |
| Under the Mistletoe | Worst Album                    |                     | Gewonnen  | [ 189 ] |
| 2013                | Justin Bieber                  | Worst Band          | Nominiert | [ 190 ] |

## NRJ Music Awards
Die NRJ Music Awards werden von der französischen Radiostation NRJ vergeben. Bieber gewann von 6 bis 8 Nominierungen,
| Jahr | Auszeichnung / Nominierung für        | Awards                                | Resultat  |
| ---- | ------------------------------------- | ------------------------------------- | --------- |
| 2011 | Justin Bieber                         | International Revelation of the Year  | Gewonnen  |
| 2012 | Justin Bieber                         | NRJ Award of Honor                    | Gewonnen  |
| 2013 | Beauty and a Beat (feat. Nicki Minaj) | Music Video of the Year               | Nominiert |
| 2015 | Justin Bieber                         | NRJ Award of Honor                    | Gewonnen  |
| 2016 | Justin Bieber                         | International Male Artist of the Year | Gewonnen  |
| 2016 | Love Yourself                         | International Song of the Year        | Gewonnen  |
| 2017 | Justin Bieber                         | International Male Artist of the Year | Nominiert |
| 2017 | Despacito                             | International Song of the Year        | Gewonnen  |

## O Music Awards
Die O Music Awards (OMAs) werden von Viacom verliehen. Bieber war sechsmal nominiert.
| Jahr | Ausgezeichnet / Nominiert für | Award                          | Resultat  | Ref     |
| ---- | ----------------------------- | ------------------------------ | --------- | ------- |
| 2011 | Beliebers                     | Fan Army FTW                   | Nominiert | [ 191 ] |
| 2011 | Justin Bieber                 | Best Artist with a Cameraphone | Nominiert | [ 191 ] |
| 2011 | Justin Bieber                 | Best Fan Forum                 | Nominiert | [ 191 ] |
| 2011 | Justin Bieber                 | Best Animated GIF              | Nominiert | [ 191 ] |
| 2012 | Justin Bieber                 | Best Artist with a Cameraphone | Nominiert | [ 192 ] |
| 2013 | Beliebers                     | Fan Army FTW                   | Nominiert | [ 193 ] |

## People's Choice Awards
Bei den People's Choice Awards wurde Bieber 17 mal nominiert und war zweimal erfolgreich.
| Jahr | Ausgezeichnet / Nominiert für | Award                          | Resultat  | Ref.    |
| ---- | ----------------------------- | ------------------------------ | --------- | ------- |
| 2011 | Justin Bieber                 | Favorite Breakout Artist       | Nominiert | [ 194 ] |
| 2011 | Baby                          | Favorite Music Video           | Nominiert | [ 194 ] |
| 2012 | Justin Bieber                 | Favorite Male Artist           | Nominiert | [ 195 ] |
| 2013 | Believe                       | Favorite Album of the Year     | Nominiert | [ 196 ] |
| 2013 | Boyfriend                     | Favorite Music Video           | Nominiert | [ 196 ] |
| 2013 | Beliebers                     | Favorite Fan Following         | Nominiert | [ 196 ] |
| 2013 | Justin Bieber                 | Favorite Male Artist           | Nominiert | [ 196 ] |
| 2013 | Justin Bieber                 | Favorite Pop Artist            | Nominiert | [ 196 ] |
| 2016 | Justin Bieber                 | Favorite Male Artist           | Nominiert | [ 197 ] |
| 2016 | What Do You Mean?             | Favorite Song                  | Gewonnen  | [ 197 ] |
| 2020 | Justin Bieber                 | Favorite Male Artist           | Gewonnen  | [ 198 ] |
| 2020 | Intentions                    | The Song of 2020               | Nominiert | [ 198 ] |
| 2020 | Stuck with U                  | The Song of 2020               | Nominiert | [ 198 ] |
| 2020 | Changes                       | The Album of 2020              | Nominiert | [ 198 ] |
| 2020 | Holy                          | The Music Video of 2020        | Nominiert | [ 198 ] |
| 2020 | Holy                          | The Collaboration Song of 2020 | Nominiert | [ 198 ] |
| 2020 | Justin Bieber                 | The Social Celebrity of 2020   | Nominiert | [ 198 ] |

## PETA Libby Awards
| Jahr | Ausgezeichnet / Nominiert für | Award                                   | Resultat  | Ref     |
| ---- | ----------------------------- | --------------------------------------- | --------- | ------- |
| 2011 | Justin Bieber                 | Most Animal-Friendly Pop/Hip-Hop Artist | Nominiert | [ 199 ] |

## Pollstar Awards
Die Pollstar Awards zeichnen Künstler und Tätige in der Konzertindustrie aus.
| Jahr | Ausgezeichnet / Nominiert für | Award                          | Resultat  | Ref     |
| ---- | ----------------------------- | ------------------------------ | --------- | ------- |
| 2011 | Justin Bieber                 | Best New Touring Artist        | Nominiert | [ 200 ] |
| 2013 | Justin Bieber                 | Most Creative Stage Production | Nominiert | [ 201 ] |
| 2014 | Justin Bieber                 | Most Creative Stage Production | Nominiert | [ 202 ] |

## Popstar! Poptastic Awards
Die Popstar! Poptastic Awards werden vom Magazin Popstar vergeben.
| Jahr | Ausgezeichnet / Nominiert für | Award                   | Resultat | Ref,    |
| ---- | ----------------------------- | ----------------------- | -------- | ------- |
| 2010 | Justin Bieber                 | Male Newcomer           | Gewonnen | [ 203 ] |
| 2010 | Justin Bieber                 | Male Style Idol         | Gewonnen | [ 203 ] |
| 2010 | Justin Bieber                 | Male Hottie             | Gewonnen | [ 203 ] |
| 2010 | Justin Bieber                 | Favorite Male Singer    | Gewonnen | [ 203 ] |
| 2010 | JustinBieberMusic.com         | Celeb Site              | Gewonnen | [ 203 ] |
| 2010 | Baby (feat. Ludacris)         | Music Video of the Year | Gewonnen | [ 203 ] |
| 2010 | One Time                      | Song of the Year        | Gewonnen | [ 203 ] |
| 2010 | My World 2.0                  | Favorite Album          | Gewonnen | [ 203 ] |

## Premios Juventud
Die Premios Juventud ist eine Preisverleihung für spanischsprachige Berühmtheiten im Bereich der Populärkultur.
| Jahr | Ausgezeichnet / Nominiert für | Award              | Resultat  | Ref     |
| ---- | ----------------------------- | ------------------ | --------- | ------- |
| 2013 | Justin Bieber                 | Favorite Hit Maker | Nominiert | [ 204 ] |
| 2016 | Justin Bieber                 | Favorite Hit Maker | Nominiert | [ 205 ] |
| 2016 | Love Yourself                 | Favorite Hit       | Nominiert | [ 205 ] |
| 2016 | Sorry                         | Favorite Hit       | Nominiert | [ 205 ] |

## Premios Oye!
Die Premios Oye! (Premio Nacional a la Música Grabada) werden von der Academia Nacional de la Música en México vergeben.
| Jahr | Ausgezeichnet / Nominiert für | Award              | Resultat | Ref     |
| ---- | ----------------------------- | ------------------ | -------- | ------- |
| 2010 | My World                      | Revelación del año | Gewonnen | [ 206 ] |

## Radio Disney Music Awards
Die Radio Disney Music Awards iwerden von Radio Disney vergeben. Bieber gewann 5 Preise bei 14 Nominierungen.
| Jahr | Ausgezeichnet / Nominiert für         | Award                    | Resultat  |
| ---- | ------------------------------------- | ------------------------ | --------- |
| 2013 | Beauty and a Beat (feat. Nicki Minaj) | Song of the Year         | Nominiert |
| 2013 | Beliebers                             | Fiercest Fans            | Nominiert |
| 2013 | Justin Bieber                         | Best Male Artist         | Gewonnen  |
| 2016 | Justin Bieber                         | Best Male Artist         | Nominiert |
| 2016 | Justin Bieber                         | Talked About Artist      | Nominiert |
| 2016 | Beliebers                             | Fiercest Fans            | Gewonnen  |
| 2016 | What Do You Mean?                     | Best Song To Lip Sync To | Gewonnen  |
| 2016 | Sorry                                 | Best Breakup Song        | Nominiert |
| 2017 | Sorry                                 | Best Breakup Song        | Nominiert |
| 2017 | Justin Bieber                         | Best Male Artist         | Nominiert |
| 2017 | Cold Water (mit Major Lazer and MØ)   | Best Song To Dance to    | Gewonnen  |
| 2017 | Let Me Love You (mit DJ Snake)        | Best Crush Song          | Gewonnen  |
| 2017 | Beliebers                             | Fiercest Fans            | Nominiert |
| 2017 | Purpose World Tour                    | Favorite Tour            | Nominiert |

## Rockbjörnen
Rockbjörnen ist ein Musikpreis der schwedischen Zeitung Aftonbladet. T
| Jahr | Ausgezeichnet / Nominiert für | Award                    | Resultat  | Ref     |
| ---- | ----------------------------- | ------------------------ | --------- | ------- |
| 2010 | Baby (feat. Ludacris)         | Foreign Song of the Year | Nominiert | [ 207 ] |
| 2012 | Boyfriend                     | Foreign Song of the Year | Nominiert | [ 208 ] |
| 2016 | Love Yourself                 | Foreign Song of the Year | Nominiert | [ 209 ] |

## Shorty Awards
Die Shorty Awards, auch bekannt als Shorties, zeichnen Verdienste um den Mikroblogging-Dienst Twitter aus.
| Jahr | Ausgezeichnet / Nominiert für         | Award                             | Resultat  | Ref.    |
| ---- | ------------------------------------- | --------------------------------- | --------- | ------- |
| 2012 | Justin Bieber                         | Celebrity                         | Gewonnen  | [ 210 ] |
| 2012 | Justin Bieber                         | Music                             | Gewonnen  | [ 210 ] |
| 2012 | Justin Bieber                         | Singer                            | Nominiert | [ 210 ] |
| 2013 | Justin Bieber                         | Celebrity                         | Gewonnen  | [ 211 ] |
| 2013 | Justin Bieber                         | Music                             | Nominiert | [ 211 ] |
| 2013 | Justin Bieber                         | Singer                            | Nominiert | [ 211 ] |
| 2014 | Justin Bieber                         | Celebrity                         | Nominiert | [ 212 ] |
| 2014 | Justin Bieber                         | Music                             | Nominiert | [ 212 ] |
| 2014 | Justin Bieber                         | Singer                            | Nominiert | [ 212 ] |
| 2014 | Justin Bieber                         | Instagrammer                      | Nominiert | [ 212 ] |
| 2014 | Justin Bieber                         | YoutubeStar                       | Nominiert | [ 212 ] |
| 2014 | Justin Biebers erstes Instagram-Video | A&E's Instagram Video of the Year | Nominiert | [ 212 ] |
| 2014 | Justin Biebers Geschwister            | A&E's Instagram Video of the Year | Nominiert | [ 212 ] |
| 2014 | Recovery is now on iTunes get it now! | A&E's Instagram Video of the Year | Nominiert | [ 212 ] |
| 2015 | Justin Bieber                         | Celebrity of the Year             | Nominiert | [ 213 ] |

## Social Star Awards
Die Social Star Awards werden in Singapur vergeben.
| Jahr | Ausgezeichnet / Nominiert für | Award             | Resultat | Ref,    |
| ---- | ----------------------------- | ----------------- | -------- | ------- |
| 2013 | Justin Bieber                 | Music Solo Artist | Gewonnen | [ 214 ] |
| 2013 | Justin Bieber                 | Almighty Award    | Gewonnen | [ 214 ] |

## Streamy Awards
Justin Bieber gewann einen Streamy Award.
| Jahr | Ausgezeichnet / Nominiert für    | Award         | Resultat |
| ---- | -------------------------------- | ------------- | -------- |
| 2020 | Justin Bieber (mit David Dobrik) | Collaboration | Gewonnen |

## Teen Choice Awards
Bei den Teen Choice Awards gewann Bieber 23 von 56 Nominierungen.
| Jahr | Ausgezeichnet / Nominiert für                                      | Award                                 | Resultat  | Ref.    |
| ---- | ------------------------------------------------------------------ | ------------------------------------- | --------- | ------- |
| 2010 | Justin Bieber                                                      | Choice Fanatic Fans                   | Nominiert |         |
| 2010 | Justin Bieber                                                      | Choice Music: Male Artist             | Gewonnen  |         |
| 2010 | Justin Bieber                                                      | Choice Music: Breakout Artist Male    | Gewonnen  |         |
| 2010 | Justin Bieber                                                      | Choice Summer Music Star: Male        | Gewonnen  |         |
| 2010 | My World 2.0                                                       | Choice Music: Pop Album               | Gewonnen  |         |
| 2011 | Justin Bieber                                                      | Choice Male Hottie                    | Gewonnen  |         |
| 2011 | Justin Bieber                                                      | Choice Music: Male Artist             | Gewonnen  |         |
| 2011 | Justin Bieber                                                      | Choice Red Carpet Fashion Icon: Male  | Nominiert |         |
| 2011 | Justin Bieber                                                      | Choice TV: Villain                    | Gewonnen  |         |
| 2011 | Justin Bieber                                                      | Choice Twit                           | Gewonnen  |         |
| 2012 | Justin Bieber                                                      | Choice Music: Male Artist             | Gewonnen  | [ 216 ] |
| 2012 | Justin Bieber                                                      | Choice Male Hottie                    | Nominiert | [ 216 ] |
| 2012 | Justin Bieber                                                      | Choice Red Carpet Fashion Icon: Male  | Gewonnen  | [ 216 ] |
| 2012 | Justin Bieber                                                      | Choice Twit                           | Nominiert | [ 216 ] |
| 2012 | Justin Bieber                                                      | Choice Summer Music Star Male         | Gewonnen  | [ 216 ] |
| 2012 | Boyfriend                                                          | Choice Music: Single by a Male Artist | Gewonnen  | [ 216 ] |
| 2012 | All Around the World (feat. Ludacris)                              | Choice Music: Summer Song             | Nominiert | [ 216 ] |
| 2012 | Die in Your Arms                                                   | Choice Music: Love Song               | Nominiert | [ 216 ] |
| 2013 | Justin Bieber                                                      | Choice Music: Male Artist             | Gewonnen  | [ 217 ] |
| 2013 | Justin Bieber                                                      | Choice Male Hottie                    | Nominiert | [ 217 ] |
| 2013 | Justin Bieber                                                      | Choice Twitter Personality            | Gewonnen  | [ 217 ] |
| 2013 | Beauty and a Beat (feat. Nicki Minaj)                              | Choice Music: Single by a Male Artist | Gewonnen  | [ 217 ] |
| 2014 | Justin Bieber                                                      | Choice Instagrammer                   | Nominiert | [ 218 ] |
| 2014 | Justin Bieber                                                      | Choice Social Media King              | Nominiert | [ 218 ] |
| 2014 | Justin Bieber                                                      | Choice Twit                           | Nominiert | [ 218 ] |
| 2015 | Justin Bieber                                                      | Choice Summer Music Star Male         | Nominiert | [ 219 ] |
| 2015 | Justin Bieber                                                      | Choice Male Hottie                    | Nominiert | [ 219 ] |
| 2015 | Justin Bieber                                                      | Choice Selfie Taker                   | Nominiert | [ 219 ] |
| 2015 | Justin Bieber                                                      | Choice Instagrammer                   | Nominiert | [ 219 ] |
| 2015 | Justin Bieber                                                      | Choice Twit                           | Nominiert | [ 219 ] |
| 2015 | Justin Bieber                                                      | Choice Social Media King              | Gewonnen  | [ 219 ] |
| 2015 | Where Are Ü Now (mit Jack Ü)                                       | Choice Song: Male Artist              | Nominiert | [ 219 ] |
| 2015 | Where Are Ü Now (mit Jack Ü)                                       | Choice Music: Break-Up Song           | Nominiert | [ 219 ] |
| 2015 | Where Are Ü Now (mit Jack Ü)                                       | Choice Music: Collaboration           | Nominiert | [ 219 ] |
| 2016 | Justin Bieber                                                      | Choice Music: Male Artist             | Gewonnen  | [ 220 ] |
| 2016 | Justin Bieber                                                      | Choice Summer Music Star: Male        | Nominiert | [ 220 ] |
| 2016 | Justin Bieber                                                      | Choice Male Hottie                    | Nominiert | [ 220 ] |
| 2016 | Justin Bieber                                                      | Choice Social Media King              | Nominiert | [ 220 ] |
| 2016 | Justin Bieber                                                      | Choice Twit                           | Gewonnen  | [ 220 ] |
| 2016 | Justin Bieber                                                      | Choice Instagrammer                   | Nominiert | [ 220 ] |
| 2016 | Justin Bieber                                                      | Choice Fandom                         | Nominiert | [ 220 ] |
| 2016 | Justin Bieber                                                      | Choice Selfie Taker                   | Nominiert | [ 220 ] |
| 2016 | Sorry                                                              | Choice Music Single: Male             | Gewonnen  | [ 220 ] |
| 2016 | Love Yourself                                                      | Choice Music: Break-Up Song           | Gewonnen  | [ 220 ] |
| 2016 | Purpose World Tour                                                 | Choice Summer Tour                    | Nominiert | [ 220 ] |
| 2017 | Justin Bieber                                                      | Choice Male Artist                    | Nominiert |         |
| 2017 | Justin Bieber                                                      | Choice Summer Male Artist             | Nominiert |         |
| 2017 | Justin Bieber                                                      | Choice Instagrammer                   | Nominiert |         |
| 2017 | Justin Bieber                                                      | Choice Male Hottie                    | Nominiert |         |
| 2017 | Despacito(mit Luis Fonsi & Daddy Yankee)                           | Choice Song: Male Artist              | Nominiert |         |
| 2017 | Despacito(mit Luis Fonsi & Daddy Yankee)                           | Choice Latin Song                     | Gewonnen  |         |
| 2017 | Despacito(mit Luis Fonsi & Daddy Yankee)                           | Choice Summer Song                    | Gewonnen  |         |
| 2017 | 2U(mit David Guetta)                                               | Choice Electronic/Dance Song          | Nominiert |         |
| 2017 | I'm the One(mit DJ Khaled, Quavo, Chance the Rapper and Lil Wayne) | Choice R&B/Hip-Hop Song               | Gewonnen  |         |
| 2019 | I Don't Care (mit Ed Sheeran)                                      | Choice Music: Collaboration           | Nominiert | [ 220 ] |
| 2019 | I Don't Care (mit Ed Sheeran)                                      | Choice Music: Pop Song                | Nominiert | [ 220 ] |

## Telehit Awards
| Jahr | Auszeichnung / Nominierung für                                     | Award                          | Resultat  |
| ---- | ------------------------------------------------------------------ | ------------------------------ | --------- |
| 2011 | Justin Bieber                                                      | Mejor Tour Pop Internacional   | Gewonnen  |
| 2012 | Justin Bieber                                                      | Artista más popular en Telehit | Nominiert |
| 2012 | Boyfriend                                                          | Video del año                  | Gewonnen  |
| 2013 | Beauty and a Beat (feat. Nicki Minaj)                              | Canción del público            | Gewonnen  |
| 2013 | Justin Bieber                                                      | Artista más popular en Telehit | Gewonnen  |
| 2015 | What Do You Mean?                                                  | Video más popular del Año      | Nominiert |
| 2015 | Where Are Ü Now (mit Jack Ü)                                       | Video del Año                  | Nominiert |
| 2015 | Justin Bieber                                                      | Artista más popular en Telehit | Nominiert |
| 2017 | I'm the One(mit DJ Khaled, Quavo, Chance the Rapper and Lil Wayne) | Video del año                  | Nominiert |
| 2017 | Justin Bieber                                                      | Artista Más Teleheat           | Nominiert |

## The Recording Industry Association of America’s Gold & Platinum Program
Die Recording Industry Association of America vergibt im Rahmen ihres Gold & Platinum Program einen auf Verkäufen basierenden Award. Für weitere Auszeichnungen siehe Justin Bieber/Auszeichnungen für Musikverkäufe.
| Jahr | Ausgezeichnet / Nominiert für | Award         | Resultat | Ref.    |
| ---- | ----------------------------- | ------------- | -------- | ------- |
| 2013 | Baby (mit Ludacris)           | Diamond Award | Gewonnen | [ 221 ] |

## Tribeca Disruptive Innovation Awards
| Jahr | Ausgezeichnet / Nominiert für | Award                       | Resultat | Ref     |
| ---- | ----------------------------- | --------------------------- | -------- | ------- |
| 2012 | Justin Bieber                 | Disruptive Innovation Award | Gewonnen | [ 222 ] |

## Variety's Power of Youth Awards
| Jahr | Ausgezeichnet / Nominiert für | Award                                       | Resultat | Ref     |
| ---- | ----------------------------- | ------------------------------------------- | -------- | ------- |
| 2010 | Justin Bieber                 | Variety's Power of Youth Philanthropy Award | Gewonnen | [ 223 ] |

## Virgin Media Music Awards
| Jahr | Ausgezeichnet / Nominiert für | Award            | Resultat  | Ref     |
| ---- | ----------------------------- | ---------------- | --------- | ------- |
| 2011 | Justin Bieber                 | Hottest Male     | Nominiert | [ 224 ] |
| 2013 | Justin Bieber                 | Best Solo Artist | Gewonnen  | [ 225 ] |
| 2013 | Believe                       | Best Album       | Gewonnen  | [ 225 ] |

## WDM Radio Awards
|      | Auszeichnung / Nominierung für      | Award             | Result    | Ref.    |
| ---- | ----------------------------------- | ----------------- | --------- | ------- |
| 2017 | Cold Water (mit Major Lazer and MØ) | Best Global Track | Nominiert | [ 226 ] |
| 2018 | 2U(mit David Guetta)                | Best Bass Track   | Nominiert | [ 227 ] |

## Webby Awards
Justin Bieber gewann drei Webby Awards.
| Year | Auszeichnung / Nominierung für                                         | Award                            | Result   | Ref.    |
| ---- | ---------------------------------------------------------------------- | -------------------------------- | -------- | ------- |
| 2011 | Justin Bieber FunnyorDie                                               | People's Voice Best Comedy Video | Gewonnen | [ 228 ] |
| 2013 | Justin Bieber                                                          | Social Media Campaigns           | Gewonnen | [ 229 ] |
| 2014 | Justin Bieber FunnyorDie Online Film & Video : Long Form or Series Web | Comedy                           | Gewonnen | [ 230 ] |

## We Love Pop Awards
| Year | Auszeichnung / Nominierung für | Award                            | Result    |
| ---- | ------------------------------ | -------------------------------- | --------- |
| 2012 | Justin Bieber & Selena Gomez   | Best Couple In Pop               | Gewonnen  |
| 2012 | Justin Bieber                  | Most Useless Popstar             | Gewonnen  |
| 2012 | Justin Bieber                  | Best Solo Male In Pop            | Nominiert |
| 2012 | Justin Bieber                  | Fittest Boy in Pop               | Nominiert |
| 2014 | Justin Bieber                  | Best Solo Star                   | Nominiert |
| 2014 | Justin Bieber                  | Biggest Attention Seeker         | Nominiert |
| 2014 | Justin Bieber                  | Fittest Boy On The Planet        | Nominiert |
| 2014 | Justin Bieber                  | Most Annoying Thing In The World | Nominiert |
| 2014 | Justin Bieber & His Lawyer     | Most Fun Friendship              | Nominiert |
| 2014 | Beliebers                      | Best Fandom                      | Nominiert |

## World Leadership Awards
| Jahr | Ausgezeichnet / Nominiert für | Award                         | Resultat | Ref     |
| ---- | ----------------------------- | ----------------------------- | -------- | ------- |
| 2010 | Justin Bieber                 | Global Youth Leadership Award | Gewonnen | [ 231 ] |

## Young Hollywood Awards
Die Young Hollywood Awards ist ein Preis, der die besten Künstler des Jahres unter anderem in den Kategorien „Popmusik“, „Film“, „Sport“, „Fernsehen“ und „Mode“ kürt.
| Jahr | Ausgezeichnet / Nominiert für | Award                  | Resultat | Ref     |
| ---- | ----------------------------- | ---------------------- | -------- | ------- |
| 2010 | Justin Bieber                 | Newcomer of the Year   | Gewonnen | [ 232 ] |
| 2014 | Justin Bieber                 | Champ of Charity Award | Gewonnen | [ 233 ] |

## Youth Rock Awards
| Jahr | Ausgezeichnet / Nominiert für | Award                           | Resultat  | Ref     |
| ---- | ----------------------------- | ------------------------------- | --------- | ------- |
| 2011 | Justin Bieber                 | Rockin' Artist of the Year      | Gewonnen  | [ 234 ] |
| 2011 | U Smile                       | Rockin' Music Video of the Year | Nominiert | [ 234 ] |
| 2011 | Next to You (mit Chris Brown) | Rockin' Music Video of the Year | Nominiert | [ 234 ] |

## Youtube Music Awards
| Jahr | Ausgezeichnet / Nominiert für         | Award              | Resultat  | Ref     |
| ---- | ------------------------------------- | ------------------ | --------- | ------- |
| 2013 | Beauty and a Beat (feat. Nicki Minaj) | Video of the Year  | Nominiert | [ 235 ] |
| 2013 | Justin Bieber                         | Artist of the Year | Nominiert | [ 235 ] |